# Индонезия
Индоне́зия (индон. Indonesia [ɪndoˈnesia]), официальное название — Респу́блика Индоне́зия (индон. Republik Indonesia [reˈpublik ɪndoˈnesia]) — государство в Юго-Восточной Азии. Население, по официальным итогам переписи 2020 года, составляет 270 203 917 человек, территория — 1 904 569 км², по обоим этим показателям является крупнейшей страной региона. Занимает 4-е место в мире по численности населения и 14-е по территории.
Расположена на островах Малайского архипелага и западной части острова Новая Гвинея. Омывается водами Тихого и Индийского океанов. Является крупнейшим островным государством в мире. Значительная часть островов относится к Зондским, которые в свою очередь подразделяются на Большие Зондские и Малые Зондские острова. Имеет сухопутную границу с Малайзией (на острове Калимантан), Папуа — Новой Гвинеей (на острове Новая Гвинея) и Восточным Тимором (на острове Тимор).
Столица и крупнейший город — Джакарта, расположенная на острове Ява; другие крупные города — Сурабая, Бандунг, Бекаси, Медан, Тангеранг, Депок, Семаранг, Палембанг и Макасар. С 2019 года реализуется план переноса столицы в строящийся город Нусантара на острове Калимантан. Государственный язык — индонезийский.
Унитарное государство, президентская республика. Президент страны — Прабово Субианто, вице-президент — Гибран Ракабуминг Рака, оба вступили в должность 20 октября 2024 года. Глава государства и его заместитель избираются в ходе всеобщих прямых выборов, проводимых раз в пять лет, и не могут занимать свои посты более двух сроков подряд.
Подразделяется на 38 административно-территориальных единиц, 36 из которых являются провинциями и 2 — особыми округами, приравненными по статусу к провинциям: Джакарта и Джокьякарта.
Отличается значительным этнокультурным разнообразием. Около 88 % населения исповедует ислам, что делает Индонезию страной с самым большим мусульманским населением в мире.
8-я экономика мира. Объём ВВП по паритету покупательной способности за 2023 год составил 4,393 триллиона долларов США (15 829 доллара США на душу населения). Денежная единица — индонезийская рупия.
Независимость страны провозглашена 17 августа 1945 года. В 1942—1945 годах она находилась под японской оккупацией, а до того была колониальным владением Нидерландов, которые начали её освоение в первой половине XVII века и объединили бо́льшую часть территории современной Индонезии под своей властью к началу XX века.
Является членом ООН, «Группы двадцати», БРИКС, Организации исламская конференция. Одна из стран-основательниц Движения неприсоединения. Сыграла инициативную роль в создании АСЕАН (в Джакарте находится штаб-квартира ассоциации), активно участвует в деятельности этой организации и её Регионального форума, а также ряда других многосторонних структур АТР.

## Этимология
Название «Индонезия» является составным и происходит от топонима «Индия» (лат. Indus) в сочетании с производным от греческого слова несос (греч. νῆσος «остров»), означая буквально «Островная Индия». Первые случаи его употребления относятся к концу XVIII века, однако документированное введение этого понятия в научный оборот произошло только в 1850 году, когда британский этнограф Джордж Виндзор Эрл в качестве одного из вариантов обобщающего названия жителей Малайского архипелага предложил этноним «индунезийцы» (англ. Indunesians). Позднее ученик Эрла Джеймс Ричардсон Логан в своих работах впервые употребил топоним «Индонезия» (англ. Indonesia) как синоним использовавшегося тогда топонима «Индийский архипелаг» (англ. Indian Archipelago), а немецкий этнограф и философ Адольф Бастиан опубликовал монографию под заглавием «Индонезия или острова Малайского архипелага» (нем. Indonesien oder die Inseln des Malayischen Archipels).
При этом, несмотря на достаточно быстрое распространение топонима «Индонезия» в международной академической среде, в Нидерландах, колониальной метрополии этой территории, он долгое время почти не использовался: среди нидерландцев колония продолжала именоваться «Нидерландской Ост-Индией» (нидерл. Nederlandsch Oost Indië) либо просто «Индией» (нидерл. Indië); в общественно-политической лексике в её отношении употреблялось также понятие «Восток» (нидерл. de Oost).
Начало активного распространения слова «Индонезия» в Нидерландах и в самой Нидерландской Ост-Индии связано с подъёмом национально-освободительного движения среди населения колонии в начале XX века. Так, в 1913 году один из первых активистов движения, яванский журналист и публицист Суварди Сурьянинграт, основал в Нидерландах частное новостное агентство под названием «Индонезийское пресс-бюро» (нидерл. Indonesisch Pers Bureau).
В конце концов, внедрение слова «Индонезия» в действительно широкий общественный лексикон в Нидерландской Ост-Индии произошло только по итогам проведённого в Джакарте 27—28 октября 1928 года конгресса молодёжных организаций национально-освободительного толка. В ходе этого мероприятия был впервые публично исполнен гимн «Великая Индонезия», а его участники принесли так называемую «Клятву молодёжи» (индон. Sumpah Pemuda), присягнув на верность единой родине — Индонезии, единой нации — индонезийской, единому языку — индонезийскому:
Первое: Мы, сыны и дочери Индонезии, признаём одну Родину — индонезийскую землю.
Второе: Мы, сыны и дочери Индонезии, признаём принадлежность к одной нации — индонезийской нации.
Третье: Мы, сыны и дочери Индонезии, привержены объединяющему языку — индонезийскому языку.
Клятва молодёжи, 28 октября 1928 года

## Физико-географическая характеристика

### Географическое положение
Список островов Индонезии
Территория Индонезии составляет 1 904 569 км² (14-е место по площади среди стран мира и первое среди стран Юго-Восточной Азии). Расположенная по обеим сторонам экватора на островах Малайского архипелага и западной части острова Новая Гвинея и омываемая водами Тихого и Индийского океанов, она является крупнейшим островным государством мира. В состав страны входит не менее 17 508 островов, из которых около 6000 обитаемы, площадь подконтрольной морской акватории (внутреннее море, территориальные и архипелажные воды, исключительная экономическая зона) составляет 7,9 млн км². Значительная часть островов относится к Зондским, которые в свою очередь подразделяются на Большие Зондские и Малые Зондские острова. К Большим Зондским относятся самые крупные острова Индонезии — Ява, Суматра, Сулавеси и Калимантан (на последнем, помимо индонезийской территории, находятся часть территории Малайзии и государство Бруней-Даруссалам).
Индонезия имеет сухопутную границу с Малайзией (на острове Калимантан), Папуа-Новой Гвинеей (на острове Новая Гвинея) и Восточным Тимором (на острове Тимор). При этом граница с последним имеется на двух различных участках: с основной территорией этой страны в центральной части острова Тимор и с восточнотиморским эксклавом Окуси-Амбено, окружённым территорией индонезийской провинции Восточные Малые Зондские острова. Морские границы имеются с упомянутыми странами, а также с Сингапуром, Филиппинами, Австралией и Индией.

### Геологическое строение
Бо́льшая часть индонезийской территории представляет собой области кайнозойской складчатости, лишь некоторые регионы являются в геологическом плане более древними — север Суматры и юго-запад Калимантана относятся к области мезозойской складчатости, юго-запад острова Новая Гвинея и отдельные близлежащие острова — к области домезозойской складчатости. В строении преобладают метаморфические породы, палеозойские, мезозойские и палеоген-неогеновые эффузивно-осадочные отложения различного состава. Характерными элементами геологической структуры являются протяжённые островные дуги и сопряжённые с ними глубоководные океанические желоба.
Практически вся территория является частью так называемого «Тихоокеанского огненного кольца», что обуславливает высокую степень тектонической активности. В различных районах страны периодически происходят землетрясения, зачастую весьма сильные. Самым разрушительным за исторический период было землетрясение, произошедшее 26 декабря 2004 года у западного побережья Суматры, когда в результате подземных толчков и, главным образом, вызванных ими цунами на различных островах Индонезии погибло, по разным оценкам, от 130 до 170 тысяч человек. Кроме того, на территории страны имеется около 150 действующих вулканов, наиболее крупными из которых являются Мерапи, Бромо, Салак, Семеру (остров Ява), Кракатау (Зондский пролив), Тамбора (остров Сумбава). Мощнейшее извержение за исторический период развития Индонезии — и одно из мощнейших в мировой истории вообще — произвёл в 1883 году Кракатау: в результате извержения и вызванного им цунами на Яве, Суматре и небольших островах Яванского моря погибло не менее 36 тысяч человек, было разрушено почти 300 населённых пунктов.

### Рельеф
Внутренние районы всех крупных островов являются гористыми: для Явы и Суматры характерны прямолинейные сплошные горные хребты практически по всей длине острова, для Сулавеси и индонезийских территорий Калимантана и Новой Гвинеи — более сложные конфигурации горных систем. Самая высокая вершина Индонезии (она же — самая высокая вершина Океании) — гора Пунчак-Джая (4884 м), расположенная в западной части Новой Гвинеи. Наибольшие по площади равнинные территории имеются на Калимантане.

### Внутренние воды
Реки в большинстве регионов образуют густую сеть и, как правило, полноводны круглый год, хотя сезонные колебания дебета бывают заметны. Наиболее длинные и полноводные протекают на Калимантане: Капуас (1143 км), Махакам (920 км), Барито (900 км). Эти и другие реки на гористых участках местности образуют пороги и водопады. Русла равнинных рек на многих участках имеют непостоянные очертания вследствие обильного отложения наносов. Дебит рек, как правило, подвержен существенным сезонным колебаниям: в сезон дождей случаются разливы, нередко приводящие к масштабным наводнениям. Самое большое озеро — Тоба в северной части острова Суматра (около 1145 км²), которое является крупнейшим вулканическим озером планеты и, имея глубину более 500 м, принадлежит к числу наиболее глубоководных озёр мира.

### Полезные ископаемые
Страна богата различными полезными ископаемыми. Запасы нефти разведаны в том или ином объёме практически во всех регионах, в частности, на Суматре, Яве, Калимантане, Сулавеси, Сераме, а также на шельфе этих островов. Месторождения природного газа расположены на Северной Суматре (Арун) и Восточном Калимантане (Бадак), а также на береговых шельфах Западного Ириана и Явы — к последним относится самое крупное газовое месторождение Юго-Восточной Азии Натуна Д-Альфа, находящееся в Яванском море примерно в 1000 км к северу от Джакарты. По прогнозам разведанных запасов природного газа стране должно хватить на 50 лет. Кроме того, в различных регионах страны имеются существенные запасы угольного метана, общий объём которых составляет около 13 трлн кубометров.
На Калимантане и Сулавеси имеются залежи руд железа, на островах Банка, Белитунг, Сингкеп — олова, на острове Бинтан — бокситов и алюминия, на Сулавеси — никеля, на Яве — марганца.

### Почвы
Примерно на 80 % территории Индонезии преобладают красно-жёлтые латеритные и горные латеритные почвы, в равнинных районах Калимантана и Суматры распространены также тропические болотные почвы, в западной части острова Новая Гвинея — латеритные глеевые почвы. На ряде островов юго-восточной части страны имеются красные латеритные почвы.

### Климат
Климат на большей части территории Индонезии экваториальный, влажный, в отдельных регионах имеет признаки субэкваториального. В равнинных областях среднемесячный температурный показатель составляет около 26 °C, при этом его сезонные колебания весьма незначительны — не более 3 °C. В горах при естественном понижении температуры по мере возрастания высоты над уровнем моря (порядка 1 °C на 100 м) сохраняется столь же небольшая амплитуда средних месячных температур, на высотах более 1500 м случаются заморозки.
Уровень влажности весьма высок, в среднем порядка 80 %. Годовой объём осадков колеблется от 1800 мм до 3200 мм в равнинных областях, в некоторых горных районах достигает 6100 мм. При этом для большей части территории характерно более или менее выраженное чередование двух сезонов — дождливого (с ноября — декабря по март — апрель) и сухого (с апреля — мая по октябрь — ноябрь) — связанное со сменой экваториальных муссонов. Во время сухого периода осадки либо отсутствуют, либо выпадают в заметно меньшем количестве. Дожди часто имеют ливневый характер и обычно сопровождаются грозами.

### Флора и фауна

#### Общая характеристика, зонирование
Природа Индонезии отличается исключительным многообразием: здесь на площади, составляющей не более 1,3 % мировой суши, встречается около 17 % биологических видов планеты. По численности биологических видов, встречающихся на её территории, страна занимает второе место в мире после Бразилии.
Важнейшей особенностью экосистемы Индонезии является её биогеографическая зонированность, определённая линией Уоллеса, проходящей с севера на юг между островами Калимантан и Сулавеси и затем между островами Бали и Ломбок. Бо́льшая часть островов, находящихся к западу от неё, будучи в доисторические времена соединены с континентальной Юго-Восточной Азией и образуя вместе с ней биогеографический регион Сундаланд, унаследовала в основном флору и фауну азиатского типа. Находящиеся к востоку от линии Уоллеса Новая Гвинея и ряд прилегающих к ней островов, составлявшие в прошлом единый континент с Австралией — Сахул, населены видами, преимущественно близкими австралийским. При этом наиболее своеобразными в природном плане являются районы, прилегающие с обеих сторон к линии Уоллеса — так называемая область Уоллесия, включающая Сулавеси, Моллуккские и большую часть Малых Зондских островов. Уоллесия, являющаяся в биогеографическом плане переходной зоной между сундаландским и сахулским регионами, имеет в разной степени черты того и другого, а также ряд уникальных особенностей — именно здесь встречается бо́льшая часть видов, являющихся эндемиками Индонезии.

#### Растительность
В начале XXI века количество растительных видов, встречающихся в Индонезии, оценивалось примерно в 28 тысяч. Не менее 60 % площади страны покрыто влажными вечнозелёными экваториальными лесами, при этом наиболее лесистыми являются индонезийские территории Калимантана и Новой Гвинеи, а наименьшие площади в относительном измерении леса́ занимают на Яве.
Экваториальные леса характерны как для равнинной, так и для горной местности. До высоты примерно 1500 м над уровнем моря, основными видами растительности в них являются фикусы, различные диптерокарповые, алтингиевые, панданусы, пальмовые, древесные папоротники, бамбуковые. На высотах до 2500—3000 м распространены горно-тропические леса с преобладанием вечнозелёных широколиственных и хвойных пород, ещё выше — нагорное криволесье, кустарники и различные травы. В низменных прибрежных районах (на Калимантане, Новой Гвинее и, в меньшей степени, на Суматре) широко распространены мангровые заросли. На островах в юго-восточной части страны имеются также листопадные тропические леса и саванны, которые нередко образуются после сведения лесов. Площадь лесов уменьшается под воздействием хозяйственной деятельности человека — наиболее высокими темпами этот процесс идёт на Яве и Суматре.

#### Животный мир
Индонезия имеет самую богатую фауну среди всех стран мира. Многообразием отличаются практически все основные классы животных, обитающих в Индонезии. На начало XXI века здесь было зарегистрировано 515 видов млекопитающих, 1531 вид птиц, 122 вида бабочек, более 600 видов пресмыкающихся и более 270 видов земноводных. При этом эндемиками являются, в частности, 39 % млекопитающих и 36 % птиц. В числе наиболее известных эндемиков — комодский варан, олень Куля, бабирусса, тонкский макак.
Многие животные находятся под угрозой, популяции некоторых видов сокращаются весьма быстрыми темпами. Так, только из млекопитающих 140 видов отнесены Международным союзом охраны природы (МСОП) к категории угрожаемых, 15 из них считаются находящимися на грани исчезновения. В числе последних такие животные, как орангутан, яванский носорог, суматранский тигр.

## История

### Заселение людьми, древнейший период (до начала нашей эры)
На территории Индонезии находятся одни из наиболее ранних ареалов расселения древних людей. Обнаруженные на Яве нидерландским антропологом Эженом Дюбуа ископаемые останки одного из подвидов человека прямоходящего — питекантропа, также известного как яванский обезьяночеловек, относятся к периоду нижнего палеолита, их приблизительная датировка — от 1 миллиона до 700 тысяч лет назад.
До недавнего времени в науке превалировало мнение, что заселение территории Индонезии человеком разумным началось около 45 000 лет назад. Однако новейшие палеоантропологические открытия позволяют говорить о значительно более раннем начале этого процесса: так, останки людей современного типа, найденные тем же Дюбуа на Суматре, в соответствии с последними исследованиями датируются возрастом от 63 000 до 73 000 лет назад. Начиная с того времени имело место несколько миграционных волн, в ходе которых с континентальной части Юго-Восточной Азии перемещались представители различных этносов, наиболее ранние из которых принадлежали к австралоидной расе. Проникновение монголоидных народностей, принёсших с собой высокую неолитическую культуру, началось во 2-м тысячелетии до н. э.. Первую крупную волну монголоидов сформировали так называемые протомалайцы, вторую, относящуюся к середине 1-го тысячелетия до н. э., — дейтеромалайцы. Последние, бывшие носителями высокоразвитой культуры бронзы и распространившие на заселённой территории земледелие, стали предками большей части современных индонезийцев. Переход к бронзе на основной территории страны завершился к началу нашей эры, тогда же в прибрежных районах начался переход к культуре железа.

### Формирование государств, доколониальный период (I—XV века)
Формирование государственных образований на территории Индонезии происходило уже в I—III веках н. э., однако существование первых государств, названия которых науке доподлинно известны — Кутай на восточном Калимантане и Тарума на западной Яве, относится только к IV веку. Первым государством, территория которого распространилась на несколько островов, стала Шривиджая, основанная на южной Суматре в конце VII века: просуществовав до конца XIV века, она в периоды своего максимального могущества контролировала всю территорию Суматры, бо́льшую часть Явы и Малаккского полуострова. Эти и другие государства, существовавшие на территории Индонезии в IV—XIII веках, испытывали сильное культурное влияние Индии, господствующей религией в большинстве из них был индуизм. Вместе с тем, существенное развитие получил и буддизм: он, в частности, был государственной религией восточнояванского княжества Матарам.
Наиболее крупным, могущественным и развитым в социально-экономическом отношении государством доколониального периода была империя Маджапахит, основанная в 1293 году в восточной части острова Ява. К концу XIV века территория либо вассальные владения Маджапахита включали в себя бо́льшую часть территории нынешней Индонезии.
В XIII веке началось активное распространение ислама, проникавшего главным образом с Малаккского полуострова и с восточного побережья Индии. К концу XVI века ислам стал господствующей религией на большей части территории Индонезии, хотя во многих регионах сохранялись очаги буддизма и индуизма, а также традиционных местных верований, носители которых, как правило, вполне бесконфликтно сосуществовали с мусульманами.

### Колониальный период (XVI век — 1942 год)

#### Проникновение европейцев, колонизация НОИК (1512—1798 годы)
Проникновение европейских колонизаторов в Индонезию, начавшееся в XVI веке, было вызвано высоким спросом на специи и пряности, произраставшие в восточной части Малайского архипелага — на Молуккских и Малых Зондских островах, Сулавеси — именно этот регион представлял основной интерес для европейцев. Первыми здесь обосновались португальцы: в 1512 году мореплавателю Франсишку Серрану удалось наладить поставки пряностей с Молукк и остаться с частью команды на острове Тернате.
В XVII веке в борьбу за контроль над торговлей местными пряностями включились другие европейские державы, наибольшую активность среди которых проявили Нидерланды. В течение нескольких десятилетий голландцам удалось вытеснить конкурентов с архипелага — португальцам удалось удержать лишь восточную часть острова Тимор. В 1602 году была основана Нидерландская Ост-Индская компания (НОИК), начавшая освоение не только восточной, но и западной части нынешней Индонезии. Компания располагала собственными вооружёнными силами и налаживала на территории своих владений, получивших название Нидерландской Ост-Индии, развитую систему колониального администрирования во главе с генерал-губернатором. В 1619 году на северо-западе Явы голландцами на месте разрушенной Джаякерты, основанной султанатом Демак, была заложена столица колонии — Батавия (нидерл. Batavia).
В XVII—XVIII веках НОИК постепенно расширяла свои владения. Помимо непосредственно принадлежавших ей территорий, зоной её влияния были многие формально независимые государства архипелага, с которыми в той или иной форме заключались неравноправные соглашения. К зависимым правителям, как правило, прикомандировывались колониальные чиновники — так называемые резиденты, контролировавшие их внешние сношения и хозяйственную деятельность. Основными методами эксплуатации колонии в этот период были принудительное производство различной сельскохозяйственной продукции (после падения в Европе спроса на специи и пряности основными её видами были кофе, сахар, табак, индиго, ценные породы древесины) и различные формы налогообложения.
В конце XVIII века под воздействием последствий англо-голландской войны 1780—84 годов и изменений международной экономической конъюнктуры НОИК оказалась в глубоком кризисе, который стал для неё губительным: в 1796 году управление переживавшей банкротство компанией было передано нидерландскому правительству, в 1798 году Батавская республика приняла на себя все соглашения и обязательства НОИК, а в 1800 году последняя была ликвидирована.

#### Зависимость от нидерландской короны (1798—1942 годы)
Зависимость от НОИК сменилась аналогичными отношениями колонии непосредственно с Нидерландами, что не повлекло существенных изменений системы колониального управления — администрацией Ост-Индии по-прежнему руководил генерал-губернатор, представлявший уже не НОИК, а нидерландское правительство. В то же время, с учётом подчинения в этот период Нидерландов наполеоновской Францией, очередной генерал-губернатор, Херман Виллем Данделс, получил это назначение в 1808 году от Людовика Бонапарта и проводил курс на обеспечение французских колониальных интересов.
В 1811 году колония перешла под контроль Великобритании, занявшей нидерландские ост-индские владения, чтобы предотвратить их окончательный захват Францией. Британским губернатором Томасом Стэмфордом Раффлзом в короткие сроки был проведён ряд существенных административных преобразований, причём новые методы управления и хозяйствования, как правило, значительно превосходили по эффективности нидерландские. Кроме того, в период британской оккупации административный центр колонии был перенесён из Батавии в Бейтензорг.
Ост-Индия была возвращена освобождённым от Наполеона Нидерландам по условиям Лондонской конвенции 1814 года. При восстановлении нидерландской администрации значительная часть осуществлённых британцами преобразований была отменена. Голландцы продолжали курс на расширение своих владений и максимальное ограничение автономии формально независимых местных государств. Наряду с вывозом производимой в колонии продукции обеспечивалось превращение её в рынок сбыта нидерландских товаров. При этом голландцам по-прежнему приходилось преодолевать активное сопротивление местного населения: наиболее масштабными антиколониальными выступлениями были война Падри 1821—37 годов на западной Суматре, Яванская война 1825-1830 годов и Ачехская война 1873—1913 годов. После присоединения к Голландской Ост-Индии в 1906 году Ачеха, а в 1920 году — западной части острова Новая Гвинея она объединила всю территорию нынешней Индонезии.
Методы экономической эксплуатации колонии изменялись по мере экономического развития самих Нидерландов: на смену системе принудительных культур во второй половине XIX века пришло плантационное хозяйство, всё большее значение приобретала реализация голландских товаров. С начала XX века к участию в освоении Нидерландской Ост-Индии Гаагой были допущены монополии других европейских стран и США.
К этому же периоду относится зарождение в колонии институциализированного национально-освободительного движения: в 1900-х — 1910-х годах был создан ряд организаций, провозгласивших своей целью достижение государственной независимости. Под воздействием процессов, происходивших в Европе, сформировалось весьма активное левое крыло движения: в 1914 году была сформирована первая социал-демократическая ячейка, в 1920 году — Коммунистическая партия Индонезии. В 1927 году была создана Национальная партия во главе с Сукарно — будущим президентом страны, сформулировавшим принципы мархаэнизма — доктрины, предусматривающей независимое развитие Индонезии по социалистическому пути с национальной спецификой, ставшей идеологией наиболее мощного течения в рамках национально-освободительного движения.
В начале Второй мировой войны в силу нейтралитета Нидерландов Индонезия не была вовлечена в военные действия или приготовления. Однако после немецкой оккупации Нидерландов в мае 1940 года нидерландское правительство, перебравшееся в Лондон, объявило об участии своих вооружённых сил, остававшихся в колониях, в войне на стороне Антигитлеровской коалиции.

#### Период японской оккупации (1942—1945 годы)
В феврале — марте 1942 года после непродолжительного сопротивления дислоцировавшихся там американо-британо-голландско-австралийских сил Нидерландская Ост-Индия была оккупирована войсками Японии. Оккупационное управление было децентрализовано и осуществлялось через соответствующие структуры различных соединений японских вооружённых сил: Ява и Мадура отводились в зону оккупации 16-й армии, Суматра и ряд прилегающих островов — в зону оккупации 25-й армии, остальная территория — в зону оккупации 2-го флота.
Как и на других завоёванных территориях Юго-Восточной Азии, японская администрация, стремясь заручиться поддержкой местного населения, проводила в Индонезии курс на поощрение антиевропейских настроений, подчёркивая этнокультурную близость между индонезийцами и японцами. Лидеры национально-освободительного движения привлекались к сотрудничеству: под контролем оккупационных властей им разрешалось создание общественно-политических организаций националистического толка.
На завершающем этапе войны, в условиях крупных поражений японских вооружённых сил, нанесённых им силами союзников, японские оккупационные власти решили заручиться поддержкой индонезийцев и предпринять шаги навстречу их желаниям создать независимое государство. В 1945 году японская администрация объявила о начале практической подготовки к предоставлению Индонезии государственной независимости. С этой целью в марте был сформирован Исследовательский комитет по подготовке индонезийской независимости (индон. Badan Penyelidik Usaha Persiapan Kemerdekaan Indonesia, BPUPKI), объединивший активистов местного национально-освободительного движения (в их числе — Сукарно и будущий вице-президент страны Мохаммад Хатта), который подготовил проект индонезийской конституции. На его июньском заседании Сукарно провозгласил принципы Панча Сила, ставшие впоследствии государственной идеологией Индонезии. В августе 1945 года для рассмотрения наработок Исследовательского комитета была сформирована Комиссия по подготовке независимости Индонезии (индон. Panitia Persiapan Kemerdekaan Indonesia, PPKI) под председательством Сукарно.
Формально японская оккупация Индонезии завершилась 15 августа 1945 года после официального объявления императором Хирохито о принятии условий капитуляции. Однако японские войска продолжали оставаться на индонезийской территории ещё некоторое время до их разоружения и эвакуации силами союзников.
За время японской оккупации погибло около четырёх миллионов индонезийцев (см. Потери во Второй мировой войне).

### Период государственной независимости (с 1945 года)

#### Период борьбы за независимость (1945—1950 годы)
17 августа 1945 года Сукарно и Хатта провозгласили независимость страны. В качестве временного представительного органа государства на базе Комиссии по подготовке независимости был сформирован Центральный Национальный Комитет Индонезии (индон. Komite Nasional Indonesia Pusat, KNIP), избравший Сукарно и Хатту, соответственно, президентом и вице-президентом страны и утвердивший конституцию, предусматривающую построение унитарной президентской республики.
В августе — сентябре 1945 года правительству Сукарно удалось сформировать основные государственные институты. Однако в октябре вооружённые формирования Республики вступили в конфликт с войсками Великобритании, высадившимися на Яве для разоружения японцев, а в январе 1946 года начали боевые действия против вернувшихся в бывшую колонию голландцев — Гаага отказалась признавать независимость страны. Из занятой голландцами Джакарты столица Республики была перенесена в Джокьякарту.
После десятимесячных боевых действий в ноябре 1946 года было подписано Лингаджа́тское соглашение, по которому Нидерланды де-факто признавали суверенитет Республики Индонезии в пределах Явы, Суматры и Мадуры. Однако в июле 1947 года их войска вновь вторглись на Яву и Суматру. После масштабных боевых действий, в ходе которых голландцами была оккупирована бо́льшая часть территории Республики, последовало вмешательство ООН, приведшее к подписанию в январе 1948 года Ренвильского мирного соглашения, восстановившего основные положения Лингаджатской договорённости. Тем не менее, выполнение этого соглашения было также сорвано — в декабре 1948 года голландцы возобновили боевые действия, захватив Джокьякарту (столица Республики была перенесена в Букиттинги).
После нового вмешательства ООН стороны вернулись к переговорам. По итогам Гаагской конференции круглого стола в ноябре 1949 года было провозглашено создание Соединённых Штатов Индонезии, СШИ — федеративного образования, в которое наряду с Республикой Индонезией, территория которой урезалась до большей части Суматры и примерно половины Явы, включалась группа квази-независимых государств, созданных при покровительстве голландцев на удерживаемых ими ост-индских территориях.
Существование СШИ оказалось непродолжительным: с февраля по май 1950 года практически все штаты добровольно либо после непродолжительных военных столкновений вошли в состав Республики Индонезии. 17 августа 1950 года в Джакарте Республика Индонезия была вновь провозглашена в качестве унитарного государства, включающего основную часть бывшей Нидерландской Ост-Индии (присоединение южной части Молукк к Республике было завершено в октябре, под контролем голландцев оставалась западная часть Новой Гвинеи).

#### Периоды «Либеральной демократии» и «Направляемой демократии» (1950—1965 годы)
Воссозданная Республика Индонезия унаследовала сформировавшуюся в годы борьбы за независимость многопартийность, обуславливавшую высокую роль законодательных органов власти. Одновременно с провозглашением унитарной республики Сукарно под давлением крупнейших партий согласился на принятие новой временной конституции, предусматривавшей превращение Индонезии в парламентскую республику. Полномочия президента существенно сужались, возрастала роль премьер-министра. С учётом подобных политических преобразований последовавший семилетний период развития Индонезии получил название «Либеральной демократии».
Для этого периода был характерен низкий уровень политической стабильности, обусловленный как остротой социально-экономических проблем, так и конфликтными отношениями между различными политическими партиями. Активная и независимая деятельность парламента нередко вступала в противоречие с интересами исполнительной власти. С середины 1950-х годов Сукарно во всё большей степени склонялся к внедрению социалистических методов управления экономикой и политическому сближению с Советским Союзом, что вызывало неприятие правых и мусульманских партий. Одновременно проводился внешнеполитический курс, направленный на закрепление лидерства Индонезии среди развивающихся стран — важнейшим шагом в этом направлении стало проведение в апреле 1955 года в Бандунге Конференции стран Азии и Африки.
В феврале 1957 года в условиях очередного политического кризиса, вызванного противостоянием между президентом и парламентом, Сукарно, заручившись поддержкой военных, обнародовал доктрину «Насаком», предусматривавшую фактический отказ от парламентаризма, и объявил о переходе страны к так называемой «Направляемой демократии», что выразилось прежде всего в расширении президентских полномочий при существенном ограничении роли органов законодательной власти. В течение года была восстановлена конституция 1945 года, объявляющая Индонезию президентской республикой, ликвидирован пост премьер-министра и распущен парламент. В новом составе парламента, утверждённом лично Сукарно, присутствовали только представители лояльных президенту партий.
По мере укрепления личной власти Сукарно усиливался внешнеполитический крен Индонезии в сторону соцлагеря при охлаждении её отношений с Западом. В 1960 году при военно-технической помощи и политической поддержке со стороны СССР Индонезия пошла на военное противостояние с Нидерландами, удерживавшими западную часть Новой Гвинеи, которая завершилась в 1962 году передачей этой территории под управление ООН (в 1963 году она была официально включена в состав Республики). Другим проявлением антиимпериалистической политики Сукарно стала инициированная им в 1963 году конфронтация с Малайзией — Джакарта выступила категорически против формирования этой страны путём объединения освобождаемых британских колоний на Малаккском полуострове и Калимантане, опасаясь её превращения в проводника западного влияния в регионе.
Подобный уклон внутренней и внешней политики Сукарно активно поддерживался компартией, значительно усилившей в этот период своё влияние, однако вызвал резкое отторжение со стороны правых партий и значительной части военной верхушки. Эта ситуация вылилась в сентябре 1965 года в острейший политический кризис, кульминацией которого стали Движение 30 сентября и последовавший за ним контрпереворот, осуществлённый военными.

#### Период «Нового порядка» (1965—1998 годы)
После подавления попытки переворота 30 сентября группировка военных под руководством генерал-майора Сухарто приступила к постепенной узурпации власти и подавлению своих политических противников. Военные добились от Сукарно запрета на деятельность компартии и развернули масштабную кампанию террора против её сторонников, в ходе которой погибло, по разным данным, от 500 тысяч до 2 миллионов человек.
Отстранение от власти президента Сукарно было поэтапным: в марте 1966 года под нажимом военных он предоставил Сухарто право принимать любые меры, необходимые для поддержания безопасности и порядка в стране, а в марте 1967 года чрезвычайная сессия Народного консультативного конгресса отправила его в отставку, назначив Сухарто исполняющим обязанности президента. В марте 1968 года ещё одна внеочередная сессия НКК избрала Сухарто президентом Индонезии. Сформированное им правительство развернуло масштабные преобразования во всех сферах жизни страны: эпоха, начавшаяся после подавления переворота 30 сентября 1965 года, получила официальное название «Нового порядка».
В короткие сроки в стране была выстроена жёсткая вертикаль исполнительной власти, ключевую роль в которой играла армия, официально наделённая «социально-политической функцией». При этом роль законодательных органов была существенно снижена. В экономике был взят курс на ускоренное развитие рыночных механизмов при обеспечении активной роли государства. Резкий поворот произошёл и во внешней политике: ещё до формального прихода Сухарто к власти началось всемерное сближение Индонезии с США и Западом в целом при охлаждении отношений с большей частью соцстран, включая СССР и Китай. Одновременно новые власти добились нормализации отношений с Малайзией и другими государствами-соседями, активного подключения страны к процессам региональной интеграции — в августе 1967 года при инициативной роли Джакарты была создана Ассоциация государств Юго-Восточной Азии.
В рамках делиберализации внутриполитической жизни страны правительство Сухарто ужесточило контроль за деятельностью политических партий. В качестве собственной «политической надстройки» военные и близкая им часть гражданской элиты использовали организацию Голкар, с 1964 года объединявшую значительную часть лояльных исполнительной власти общественных организаций — она была значительно укрупнена и преобразована в политический блок, который впоследствии получал абсолютное большинство голосов избирателей на всех парламентских выборах, проводившихся, начиная с 1971 года, раз в пять лет. В состав парламента вводилась фракция вооружённых сил, члены которой назначались президентом.
В декабре 1975 года индонезийские войска захватили Восточный Тимор, провозгласивший незадолго до того независимость от Португалии. В июле 1976 года эта территория была официально включена в состав Индонезии на правах провинции.
Экономическая политика «Нового порядка» оказалась весьма эффективной: к середине 1980-х годов в страну удалось привлечь крупные потоки иностранных инвестиций, развить многие современные отрасли промышленности, добиться качественного повышения среднего уровня жизни населения. В условиях растущего социального благополучия ущемление политических свобод не вызывало сколь-либо масштабного недовольства: проявления гражданского протеста носили, как правило, локальный характер и быстро подавлялись. Бо́льших усилий от властей требовала борьба с сепаратистскими движениями в ряде регионов — Аче, Восточном Тиморе, Западном Ириане — однако и там ситуацию удавалось в целом удерживать под контролем.
Кардинальные изменения повлёк за собой азиатский финансово-экономический кризис 1997—1998 годов, крайне болезненно сказавшийся на экономике Индонезии. Коллапс целых отраслей, резкое снижение доходов населения привели к обострению социальной напряжённости, массовому недовольству, эскалации этноконфессионального экстремизма. В короткие сроки сформировалось активное антиправительственное движение, костяком которого стали студенческие и молодёжные организации. После серии массовых протестов и беспорядков 21 мая 1998 года президент Сухарто ушёл в отставку, передав пост главы государства вице-президенту Б. Ю. Хабиби.

#### Постсухартовский период (с 1998 года)
Сформированное Хабиби правительство развернуло программу широких политических преобразований, ключевым элементом которой стала либерализация партийной системы и избирательного законодательства. Одновременно под сильным международным нажимом Джакарта вынуждена была согласиться на проведение в августе 1999 года референдума о самоопределении Восточного Тимора, в ходе которого большинство жителей этой территории высказались в пользу независимости. Процесс суверенизации Восточного Тимора, проходивший под контролем ООН, завершился в мае 2002 года.
По итогам прошедших в июне 1999 года парламентских выборов наибольшую фракцию в Совете народных представителей сформировала оппозиционная Демократическая партия борьбы Индонезии во главе с дочерью Сукарно Мегавати Сукарнопутри. В октябре 1999 года в ходе сессии НКК президентом страны был избран лидер умеренно-мусульманской Партии национального пробуждения Абдуррахман Вахид, вице-президентом — Мегавати Сукарнопутри.
В период президентства Вахида удалось решить некоторую часть социально-экономических проблем. Однако политическая обстановка в стране оставалась достаточно сложной: практически сразу обозначилась тенденция к противостоянию между главой государства, стремившимся к максимальной келейности принятия важных государственных решений, и парламентом. Это противостояние завершилось острым политическим кризисом в июне — июле 2001 года. 22 июля Вахид объявил о введении в стране чрезвычайного положения и отдал приказ вооружённым силам о недопущении проведения внеочередной сессии НКК, инициированной парламентариями для рассмотрения вопроса о вынесении вотума недоверия президенту. Президентский приказ был проигнорирован военными, вставшими на сторону парламентариев, в результате чего 23 июля НКК принял решение об отставке Вахида и передаче полномочий главы государства Мегавати Сукарнопутри.
Правительство Мегавати Сукарнопутри продолжило курс, направленный на оздоровление социально-экономической обстановки и планомерную либерализацию политической системы. Были введены прямые президентские выборы, завершён процесс поэтапного демонтажа «социально-политической функции» вооружённых сил. При этом сохраняли остроту этноконфессиональные противоречия в различных регионах страны, активную деятельность развернули исламистские террористические группировки.
По итогам прошедших в два тура в июле и сентябре 2004 года первых в истории Индонезии прямых президентских выборов убедительную победу одержал Сусило Бамбанг Юдойоно — лидер Демократической партии, отставной армейский генерал, занимавший различные посты в правительствах Вахида и Мегавати Сукарнопутри. Его правительству удалось добиться значительных успехов в урегулировании этноконфессиональных проблем: в частности, в августе 2005 года при посредничестве Евросоюза было заключено мирное соглашение с наиболее мощной из сепаратистских структур — Движением за свободный Ачех. Во второй половине 2000-х годов существенный прогресс был достигнут на экономическом направлении: в значительной степени была восстановлена инвестиционная привлекательность страны, темпы экономического роста в большинстве отраслей приблизились к докризисному уровню.
В июле 2009 года Юдойоно был переизбран на пост главы государства. Его новое правительство в целом продолжило политику, характерную для периода первого президентства Юдойоно — с акцентом на урегулирование этноконфессиональных противоречий и оздоровление экономики.
В ходе президентских выборов, состоявшихся в июле 2014 года, победу одержал тандем Джоко Видодо—Юсуф Калла, представляющих, соответственно, Демократическую партию борьбы Индонезии и Голкар. Их инаугурация состоялась 20 октября 2014 года.
По итогам следующих президентских выборов, состоявшихся в апреле 2019 года, Джоко Видодо был переизбран на пост главы государства. Его второй президентский срок начался 20 октября 2019 года. Пост вице-президента на предстоящее пятилетие в этот же день занял беспартийный исламский богослов Мааруф Амин.
Важнейшим достижением второго правительства Джоко Видодо стала реализация плана переноса столицы страны в новый город, который в 2019 году решено было построить на территории провинции Восточный Калимантан. Этот шаг мотивирован перенаселённостью Джакарты, а также серьёзными экологическими и инфраструктурными проблемами этого мегаполиса. В январе 2022 года строящаяся столица получила название Нусантара. Осуществляется поэтапный перевод центральных органов государственной власти на новое место, по состоянию на октябрь 2024 года сроки его завершения этого процесса не определены.
По итогам очередных президентских выборов, состоявшихся в апреле 2024 года, пост главы государства 20 октября того же года занял Прабово Субианто, лидер Движения за великую Индонезию, а вице-президента — Гибран Ракабуминг Рака, баллотировавшийся как беспартийный. Оба политика состоят в родстве с бывшими руководителями страны: Прабово женат на одной из дочерей Сухарто, а его заместитель является старшим сыном предыдущего президента страны Джоко Видодо.

## Государственное устройство

### Основы государственного строя
Индонезия — унитарная республика президентского типа. Основным законом государства является конституция, принятая в 1945 году. Конституция 1945 года отменялась в 1950 году, была восстановлена в 1959 году и в настоящее время действует с рядом поправок, основные из которых были приняты в 1998, 1999 и 2001 годах. Данные поправки, носившие либерально-демократический характер, получили значительный международный резонанс. В частности, международной правозащитной организации «Freedom House» они дали основание классифицировать Индонезию в качестве «свободной страны».
Основные институты индонезийской государственности были сформированы в первые годы независимого развития страны. Вместе с тем, правовые нормы их функционирования претерпели значительные изменения в ходе либерально-демократических преобразований конца 1990-х — начала 2000-х годов. Эти изменения осуществлялись как путём внесения упомянутых поправок в конституцию, так через принятие пакета правовых актов, известных в Индонезии как «Политические законы» (индон. Undang-Undang Politik). Основными итогами реформ стали отход вооружённых сил от политической деятельности, введение в стране реальной многопартийности и прямых президентских выборов, повышение роли законодательных органов власти.

### Исполнительная власть
Главой государства и руководителем исполнительной ветви власти является президент, в настоящее время — Прабово Субианто. В исполнении обязанностей главы государства президенту оказывает содействие вице-президент — в настоящее время Гибран Ракабуминг Рака. Вице-президент занимает пост президента в случае смерти или отставки последнего.
Президент и вице-президент избираются сроком на пять лет тайным голосованием на всеобщих прямых выборах, один и тот же человек не может занимать президентский пост более двух сроков подряд. Конституционные нормы, предусматривающие прямое всенародное избрание президента и ограничивающие его срок пребывания у власти, введены в 2001 году, ранее глава государства избирался раз в пять лет в ходе сессии Народного консультативного конгресса и мог переизбираться на этот пост неограниченное число раз.
Президент формирует и возглавляет правительство. В правительство входят министры-координаторы (курируют по несколько министерств и ведомств), министры (возглавляют министерства), государственные министры (возглавляют различные ведомства, либо курируют различные государственные программы, либо выполняют особые поручения), государственный секретарь (глава президентской администрации) и главы ведомств, не имеющие министерской должности, но официально приравниваемые к министрам по статусу. Количественный состав и структура правительства не регламентированы законодательно и определяются президентом.

### Законодательная власть
Высшим органом законодательной власти является Народный консультативный конгресс, НКК. НКК, не являющийся постоянно действующей структурой, созывается на сессии не реже, чем раз в пять лет, и состоит из двух палат: Совета народных представителей, СНП и Совета представителей регионов, СПР.
На своих регулярных сессиях НКК проводит инаугурацию избранных президента и вице-президента и утверждает предложенные президентом основные направления государственного курса на пятилетний срок. Президент несёт ответственность перед НКК, конгресс может объявить ему импичмент, собравшись для этого на внеочередную сессию.
Количественный состав НКК формально не регламентируется и определяется составом входящих в него СНП и СПР. В составе НКК последнего созыва, приведённого к присяге в октябре 2014 года, 692 депутата. Председатель НКК — Зулкифли Хасан, представитель Партии национального мандата.
В перерывах между сессиями НКК текущие законодательные функции выполняет Совет народных представителей, фактически представляющий собой постоянно действующий однопалатный парламент.
В компетенцию СНП входят разработка, принятие и контроль за исполнением законов, утверждение государственного бюджета, ратификация части международных соглашений.
Депутаты СНП избираются на пятилетний срок в ходе прямых всеобщих парламентских выборов, проводимых по пропорциональной системе в многомандатных округах. Количественный состав Совета, регламентируемый действующим законодательством, многократно варьировался за годы существования этого органа. В нынешнем составе СНП, сформированном по итогам парламентских выборов 2014 года и приведённом к присяге в октябре 2014 года, 560 человек. Депутатами 10 прошедших в парламент партий сформировано 10 фракций. Председатель СНП — Сетья Нованто.
| Фракция                                 | Мест |
| --------------------------------------- | ---- |
| Демократическая партия борьбы Индонезии | 109  |
| Партия «Голкар»                         | 91   |
| Партия «Движение за великую Индонезию»  | 73   |
| Демократическая партия                  | 61   |
| Партия национального мандата            | 48   |
| Партия национального пробуждения        | 47   |
| Партия справедливости и благоденствия   | 40   |
| Партия единства и развития              | 39   |
| Национально-демократическая партия      | 36   |
| Партия народной совести                 | 16   |
| Всего мест                              | 560  |

Совет представителей регионов — новое образование в политической системе Индонезии, существующее с 2004 года. До этого в состав НКК, помимо депутатов СНП, входили представители местных законодательных органов власти, различных общественных организаций, а также политических партий и вооружённых сил пропорционально присутствию депутатов последних в СНП, при этом совокупность депутатов НКК, не входящих в СНП, не являлась самостоятельным политическим институтом и не имела какого-либо названия.
По объёму полномочий СПР значительно уступает СНП. К его компетенции относится разработка законопроектов, касающихся вопросов административно-территориального устройства страны, регионального самоуправления, экономического, социального и культурного развития регионов для последующей передачи их в СНП.
СПР формируется из представителей провинций и приравниваемых к провинциям административно-территориальных единиц Индонезии — по 4 делегата от каждой территории. Члены СНП избираются на непартийной основе одновременно с депутатами СНП. В нынешнем составе Совета, сформированном по итогам парламентских выборов 2014 года и приведённом к присяге в октябре 2014 года, 132 депутата, представляющих 31 провинцию и 2 особых округа.

### Судебная власть
Высшая судебная власть принадлежит Верховному суду (индон. Mahkamah Agung). В его ведении находятся системы уголовного, гражданского, административного, торгового и налогового правосудия, он является высшей апелляционной инстанцией по соответствующим делам.
Предельная численность судей Верховного суда — 60 человек. Судьи Верховного суда утверждаются президентом на основании предложений Совета народных представителей. Председатель избирается судьями, однако утверждается в должности президентом. В настоящее время председателем Верховного суда Индонезии является Хатта Али, занявший эту должность в феврале 2012 года.
В 2003 году в Индонезии был учреждён Конституционный суд (индон. Mahkamah Konstitusi), в ведение которого из ведения Верховного суда были переданы вопросы, связанные с толкованием конституции и определением соответствия законодательных актов конституционным нормам. В его составе 9 судей, назначаемых президентом. При этом 3 судьи назначаются по представлению Совета народных представителей, 3 — по представлению Верховного суда и 3 — по представлению самого президента. Председатель Конституционного суда избирается судьями и утверждается в должности президентом. В настоящее время председателем Конституционного суда Индонезии является Ариф Хидаят, занявший эту должность в январе 2015 года.

### Политические партии
Современная партийная система Индонезии сложилась в конце 1990-х годов. Тогда в результате либерально-демократических преобразований вместо многопартийности номинальной (в 1973—99 годах в стране помимо правящего блока Голкар действовали две политические партии, формально оппозиционные, но фактически полностью зависимые от государственной власти) была введена реальная многопартийность.
Деятельность политических партий регулируется действующим законодательством: по состоянию на июль 2011 года действует закон о политических партиях, принятый в январе 2008 года, с поправками от января 2011 года. В соответствии с ним право на создание партии имеют любые 30 граждан страны, причём доля женщин в числе основателей партии должна быть не менее 30 %. Партия подлежит регистрации в министерстве юстиции и для начала политической деятельности должна представить свидетельство о наличии членов во всех провинциях страны. Исключение сделано для провинции Ачех: для зарегистрированных там политических партий не обязательно наличие членов в других регионах страны, при этом они имеют право бороться за места в СНП, но голосовать за них могут только ачехские избиратели. Все партии обязаны признавать принципы «Панча Сила» в качестве государственной идеологии Индонезии. Под запретом остаётся создание коммунистической партии.
По состоянию на 2012 год в Индонезии было официально зарегистрировано более 70 политических партий. В последних парламентских выборах, состоявшихся 9 апреля 2014 год, приняли участие 12 из них.

### Правовая система

#### Общая характеристика
Правовая система Индонезии имеет смешанный характер. Большая часть правовых норм установлена по классическим европейским образцам, унаследованным в основном от нидерландских колонизаторов, и принадлежит к романо-германской правовой семье. В то же время, в некоторых сферах повсеместно либо в отдельных регионах действуют нормы обычного права (в основном адата) и/или исламского права. В наибольшей степени адатное и исламское регулирование практикуются, в частности, применительно к вопросам семьи и брака, наследования, земельной собственности. Регионом широкого, но, тем не менее, ограниченного применения шариата является особая провинция Аче. Адатное право не унифицировано, на начало 2000-х годов существовало 19 исторических областей, имеющих его собственные варианты.
После краха режима Сухарто в контексте процесса демократических преобразований происходит масштабное реформирование правовой системы, основной целью которого провозглашается обеспечение верховенства закона и независимости судебной власти. Одновременно на фоне общей либерализации законодательства наметилась тенденция к некоторому расширению сфер применения исламских норм — притом, что для периода с момента обретения независимости до второй половины 1990-х годов было характерно постепенное укрепление доминирования права европейского образца. Так, в 1998 году для мусульман была официально разрешена полигамия (при выполнении супругами значительного количества условий).
Одновременно предпринимаются меры по установлению более чётких границ применения норм европейского, обычного и исламского права.

#### Обеспечение прав человека
Положения об обеспечении основных прав и свобод человека изначально заложены в индонезийской конституции. Вместе с тем, в 1960-е — 1990-е годы в стране принимались различные законодательные акты, официально ограничивающие права и свободы отдельных групп граждан: в частности, членов коммунистической партии и других организаций левого толка, членов их семей, представителей китайской общины. Кроме того, имели место систематические нелегитимные ущемления прав и свобод граждан, принимавшие наибольший масштаб в рамках борьбы с политическим инакомыслием и обеспечении контроля над проблемными территориями — Аче, западной частью острова Новая Гвинея, Восточным Тимором. В 1993 году распоряжением президента Сухарто была учреждена Национальная комиссия по правам человека (индон. Komisi Nasional Hak Asasi Manusia), формально независимая от государственных властей, однако фактически жёстко контролировавшаяся правительством.
Меры по улучшению ситуации в области прав человека стали одним из основных направлений либеральных реформ, проводящихся с конца 1990-х годов. Было принято соответствующее законодательство (Закон № 39 от 1999 года об основных правах человека), активизирована работа Национальной комиссии по правам человека, усилено данное направление в работе Минюста, при этом само ведомство официально переименовано в Министерство юстиции и прав человека (индон. Kementerian Hukum dan Hak Azasi Manusia). Проведён ряд расследований в отношении случаев нарушения прав человека, совершенных ранее.
Подобные усилия в целом имеют позитивный резонанс как в стране, так и за рубежом. Вместе с тем, по оценкам таких международных неправительственных организаций, как «Хьюман Райтс Вотч» и «Международная амнистия» они являются недостаточными: индонезийским властям ими ставится в вину, в частности, продолжение произвола со стороны представителей правоохранительных органов и вооружённых сил в конфликтных районах, необеспечение в должной мере свободы вероисповедания и свободы слова, эксплуатация детского труда, а также торможение расследований совершенных правонарушений. В более сдержанном ключе на недостаточность правозащитных мер указывается, в частности, в соответствующем докладе Госдепартамента США — при этом признаётся существенный прогресс, достигнутый Индонезией в этой области.

### Государственная символика
Государственная символика Индонезии регламентируется конституцией и действующим законодательством (Закон о государственном флаге, государственном языке, государственном гербе и государственном гимне, последняя редакция которого принята в 2009 году).
Флаг Индонезии представляет собой прямоугольное полотнище с пропорциями 3:2, разделённое на две горизонтальных полосы равного размера — красную наверху и белую внизу. Законодательно утверждены различные размеры флага для различных государственных учреждений, транспортных средств, политических и общественных мероприятий, при этом пропорция 3:2 остаётся неизменной.
Красно-белый флаг впервые стал использоваться активистами национально-освободительного движения. История создания флага и значение его цветов документально не зафиксированы. Согласно наиболее распространённой версии, он унаследовал цвета флага средневекового государства Маджапахит, красный символизирует храбрость, белый — чистоту намерений. Существует также версия происхождения индонезийского флага от нидерландского, от которого были взяты два из трёх цветов.
Государственным гербом Индонезии является золотая мифическая птица Гаруда с геральдическим щитом на груди. Оперение Гаруды символизирует 17 августа 1945 года — дату провозглашения Республики Индонезии: 19 перьев в нижней части тела и 45 на шее — 1945 год, 8 перьев в хвосте — месяц август, 17 перьев в каждом из крыльев — 17-е число. В когтях Гаруда держит серебряную ленту с национальным девизом, написанным чёрными прописными литерами на старояванском языке, — «Единство в многообразии» (яв. Bhinneka Tunggal Ika, буквально «разнообразие едино это»).
Щит на груди Гаруды четырёхчастный, с малым щитком в сердце. Пять элементов герба символизируют пять принципов государственной идеологии Панча Сила: золотая пятиконечная звезда в чёрном поле в сердце герба — веру в единого Бога; голова бантенга в первой части в червлёном поле — народность, руководимую представительными органами; дерево баньян во второй в серебре — национальное единство; рисовый побег и веточка хлопка в третьей, также в серебре — всеобщую социальную справедливость, цепь из круглых и прямоугольных звеньев в четвёртой в червлени — справедливый и цивилизованный гуманизм (все фигуры натурального цвета). Верхнюю и нижнюю части щита разделяет чёрный узкий пояс, символизирующий экватор, проходящий через территорию Индонезии.
Герб был разработан султаном Понтианака Хамидом II во время его работы в правительстве Соединённых Штатов Индонезии и принят в качестве национального герба Республики Индонезии 11 февраля 1950 года.
Гимн Республики Индонезии «Великая Индонезия» (индон. Indonesia Raya) написан композитором Ваге Рудольфом Супратманом в 1924 году и впервые публично исполнен в ходе конгресса молодёжных организаций 28 октября 1928 года. В качестве государственного гимна принят в день провозглашения независимости страны 17 августа 1945 года.

## Внешняя политика
С первых лет государственности в качестве основных принципов внешней политики Индонезии декларируются независимость и активность, а также равноудалённость от конфронтационных блоков. В 1950-е годы Джакарта была в числе основных инициаторов создания Движения неприсоединения и до настоящего времени остаётся одним из наиболее активных его участников (в 1991—1995 годах председательствовала в Движении). Однако если для периода президентства Сукарно было характерно сближение страны с СССР и другими странами социалистического блока, то после 1965 года был взят курс на плотное политическое и экономическое партнёрство с Западом. При этом с СССР и после 1965 года сохранялись полноценные дипломатические отношения и осуществлялись систематические контакты в различных сферах, пусть и на менее интенсивном уровне, чем до того, тогда как связи с Китаем были полностью заморожены: обвинив КНР в пособничестве попытке государственного переворота 30 сентября 1965 года, правительство Сухарто разорвало с ней дипломатические отношения (восстановлены в 1990 году) и прервало контакты в политической, экономической и культурной областях.
Помимо этого, с середины 1960-х годов важнейшее место в шкале внешнеполитических приоритетов Индонезии занимает региональное сотрудничество. В 1967 году при инициативной роли Индонезии была создана Ассоциация государств Юго-Восточной Азии (АСЕАН) — с тех пор она неизменно остаётся весьма активным и значимым членом этой организации (в Джакарте расположена её штаб-квартира), выступая за активизацию интеграционных процессов, развитие новых форм внутриасеановского сотрудничества и взаимодействия Ассоциации с партнёрами за пределами Юго-Восточной Азии — в частности, в рамках Регионального форума АСЕАН и различных диалоговых механизмов. Также заметна роль Джакарты в других многосторонних структурах Азиатско-Тихоокеанского региона, в том числе АТЭС, СВМДА, Диалоге по сотрудничеству в Азии.
Основной целью международной деятельности Джакарты в настоящее время являются создание благоприятных внешних условий для социально-экономического развития Индонезии, её становления как демократической умеренно-мусульманской страны, а также содействие построению многополярного мироустройства. Традиционно активной является её позиция в пользу ядерного разоружения и мирного урегулирования региональных конфликтов: Джакарта, в частности, оказывала активные посреднические услуги в процессе внутрикамбоджийского урегулирования (1989—1991 годы), выступала с миротворческими инициативами в контексте урегулирования пограничного спора между Камбоджей и Таиландом (2011 год), с 1960-х годов активно участвует в миротворческой деятельности ООН. С конца XX века особую актуальность для индонезийцев приобрели задачи противодействия изменению климата и борьбы с терроризмом.
Следуя этим установкам, Индонезия активно участвует в работе Организации Объединённых Наций, периодически ставя вопрос о предоставлении ей статуса постоянного члена Совета Безопасности, а также «Группы двадцати», Организации исламская конференция, других международных организаций и форумов. Ключевыми зарубежными партнёрами Индонезии уже несколько десятилетий являются США, Япония, страны АСЕАН и Евросоюза. Вместе с тем, с конца 1990-х годов взят курс на диверсификацию внешних связей. В частности, предпринимаются серьёзные усилия по укреплению отношений с Россией — в 2003 году с визитом в Москве побывала Мегавати Сукарнопутри, в 2006 году — Юдойоно, в 2007 году В. В. Путин посетил Джакарту. В 2013 году в ходе саммита АТЭС, проходившего на Бали, состоялись ещё одни переговоры В. В. Путина и Юдойоно. В 2018 году в Москве с официальным визитом побывал президент Джоко Видодо, а 31 июля 2024 года там же состоялась встреча избранного президента Индонезии, министра обороны Прабово Субианто с президентом России В. В. Путиным.
С начала 2020-х годов Джакарта заявляла о заинтересованности во взаимодействии с БРИКС. В январе 2025 года Индонезия вступила в это международное объединение, став его десятым полноправным членом.

## Проблемы внутренней безопасности

### Межобщинные противоречия, экстремизм и терроризм
По оценкам правительства и руководства силовых структур страны, основные угрозы её национальной безопасности носят внутренний характер. Важнейшими из них являются межэтнические и межрелигиозные конфликты и связанные с ними проявления терроризма и экстремизма.
Межобщинные противоречия, сдерживавшиеся в условиях жёсткой государственной власти и устойчивого социально-экономического роста 1970-х — 1990-х годов, резко обострились на фоне тяжёлого экономического кризиса и политической нестабильности, сопровождавшей крах режима Сухарто. Одним из первых масштабных их проявлений стали кровопролитные погромы этнических китайцев в Джакарте в мае 1998 года. В последующем наиболее конфликтной ситуация была в районах смешанного проживания крупных мусульманских и христианских общин, в частности, на севере Суматры, на Сулавеси и Молукках: в течение нескольких лет там происходили столкновения на религиозной почве, убийства и террористические акты, приводившие к многочисленным жертвам.
За короткий период произошёл резкий рост религиозного, прежде всего исламского экстремизма и терроризма: сформировались или вышли из глубокого подполья несколько соответствующих организаций, наладивших связи со структурами международного терроризма. Наиболее крупной и влиятельной из них стала Джемаа Исламия, установившая взаимодействие с Аль-Каидой и создавшая свои ячейки не только в различных регионах Индонезии, но и в других странах Юго-Восточной Азии. К числу наиболее масштабных и резонансных терактов, совершённых Джемаа Исламия и другими экстремистскими группировками, относятся взрывы на острове Бали в октябре 2002 года (202 убитых) и в октябре 2005 года (не менее 19 убитых), взрывы у гостиницы Марриот в августе 2003 года (12 убитых) и у австралийского посольства в сентябре 2004 года (не менее 9 убитых) в Джакарте.
К середине 2000-х годов властям удалось нанести серьёзные удары по исламистскому подполью за счёт ликвидации или ареста ряда его руководителей и активистов (прежде всего из состава Джемаа Исламия), а также минимизировать проявления межобщинного насилия. Тем не менее, террористическая угроза остаётся на высоком уровне, обстановка в ряде регионов с населением, разнородным по этноконфессиональному составу, остаётся достаточно напряжённой.

### Преступность
Криминальная обстановка в Индонезии также существенно обострилась после экономического кризиса и периода политической нестабильности конца 1990-х — начала 2000-х годов. Вместе с тем, рост произошёл в основном за счёт преступлений, относящихся к категории ненасильственных (воровство, мошенничество и др.), в то время как количество преступлений против жизни и достоинства человека остаётся в контексте соответствующей международной статистики относительно небольшим. Так, количество ежегодных убийств на 100 тыс. человек населения, по данным Интерпола, сохраняется на протяжении 2000-х годов невысоким и достаточно стабильным — 0,6—0,7 случаев в год. Подобная ситуация в значительной степени складывается благодаря сохранению жёсткого контроля над огнестрельным оружием, обеспечивающего его практически полное отсутствие у гражданского населения. Вместе с тем, свою роль в подобной статистической картине может играть и фактор незарегистрированных преступлений.
К числу насильственных преступлений, динамика которых растёт, относится пиратство. В 2010 году в индонезийских территориальных водах было атаковано 40 судов. Наиболее опасным районом являются Малаккский пролив и прилегающие к нему акватории.
По состоянию на 2013 год в стране имелось более 114 332 заключённых — 59 заключённых на 100 000 жителей. Заполняемость тюрем составила 148,3 %. В стране существует смертная казнь через расстрел, применяемая как высшая мера наказания по ряду уголовных статей (в том числе об убийстве, терроризме, торговле наркотиками). В 2010 году было приведено в исполнение 7 смертных приговоров.

## Вооружённые силы

### История и роль в жизни страны
Вооружённые силы, официально созданные 5 октября 1945 года, традиционно играют исключительно большую роль в жизни Индонезии. Необходимость отстаивать независимость в длительной войне с Нидерландами изначально предопределила особое место армии в шкале приоритетов национального развития. После же событий 1965 года в руках военных не только фактически, но и вполне официально оказалась вся государственная власть: занявший президентский пост генерал Сухарто законодательно закрепил за ними так называемую двойную функцию (индон. Dwifungsi), подразумевавшую ответственность не только за оборону, но и за социально-политическое развитие страны. Более того, на легальной основе военными была налажена коммерческая деятельность как на частной, так и на институциональной основе.
После отставки Сухарто в 1998 году важнейшим направлением развёрнутых в Индонезии либеральных преобразований стал планомерный уход военных из политики. При этом, утратив рычаги прямого влияния на принятие государственных решений, армия остаётся влиятельной и авторитетной силой в общественно-политической и экономической жизни страны.

### Структура, численность, оснащение и финансирование
Вооружённые силы Республики Индонезии носят официальное название «Национальная армия Индонезии». Подразделяются на сухопутные войска, Военно-морские силы, и Военно-воздушные силы. До 1999 года в их состав в качестве отдельного вида вооружённых сил входила также полиция, при этом ВС официально именовались «Вооружённые силы Республики Индонезии» (индон. Angkatan Bersenjata Republik Indonesia).
Верховным главнокомандующим вооружёнными силами является президент, который осуществляет руководство ими через министра обороны (на март 2018 года — Рямизард Рякуду) и главнокомандующего вооружёнными силами (на март 2018 года — генерал Гатот Нурмантьо). Общая численность ВС на 2011 год составляет около 428 тысяч человек. Помимо этого, около 400 тысяч человек числятся в резерве первой очереди.
Численность сухопутных войск на 2011 год — 326 тысяч человек. В их составе, помимо регулярных частей и соединений, силы стратегического резерва (индон. Komando Cadangan Strategis Angkatan Darat, KOSTRAD) — более 26 тысяч человек, а также войска специального назначения (индон. Komando Pasukan Khusus, KOPASSUS) — более 6 тысяч человек. Командующим СВ на март 2018 года является генерал Мульоно. На вооружении состоит 315 танков, 691 БТР и БМП, 565 орудий полевой артиллерии, 730 миномётов, 12 РСЗО, 160 противотанковых и 370 зенитных средств, 17 самолётов и 64 вертолёта армейской авиации.
Личный состав военно-морских сил на 2011 год — 67 тысяч человек, в их числе Корпус морской пехоты (индон. Korps Marinir) — около 20 тысяч человек. Командующий ВМС, на март 2018 года — адмирал Аде Супанди. В боевом составе флота 136 вымпелов, в том числе 6 фрегатов, 2 подводные лодки, 1 корвет, 4 ракетных катера, 12 патрульных кораблей. Имеется 48 самолётов и 45 вертолётов морской авиации.
Личный состав военно-воздушных сил на 2011 год — 34 тысячи человек. Командующий ВВС, на март 2018 года — маршал Агус Суприятна. На вооружении ВВС состоит 88 самолётов боевой и 136 самолётов вспомогательной авиации, 44 вертолёта вспомогательной авиации.
Вооружённые силы комплектуются по смешанному контрактно-призывному принципу. Военные ассигнования за 2010 год составили порядка 4,7 млрд долл. США (около 4,5 % ВВП). Кроме того, часть нужд вооружённых сил покрывается за счёт доходов от предпринимательской деятельности военных.

### Участие в боевых действиях и миротворческих операциях
Вооружённые силы Индонезии начали свою историю с противостояния агрессии Нидерландов, пытавшихся восстановить контроль над бывшей колонией в 1945—49 годах. В 1950-е годы они вели боевые действия против различных сепаратистских и антиправительственных формирований, в 1960-е — принимали участие в военной конфронтации с Нидерландами и Малайзией.
Наиболее крупным военным конфликтом стал захват в 1975 году Восточного Тимора и противодействие партизанской деятельности на этой территории, продолжавшейся вплоть до восстановления её независимости. Армия была также задействована в борьбе с сепаратистскими движениями в Ачехе и на Западном Ириане в 1970-х — 1990-х годах и подавлении серьёзных беспорядков на этноконфессиональной почве, имевших место в 1990-е — 2000-е годы.
Индонезия принимает активное участие в миротворческой деятельности ООН: начиная с 1950-х годов её контингенты общей численностью более чем 15 800 человек принимали участие в ооновских миссиях по установлению или поддержанию мира в 18 странах. По состоянию на 2011 год индонезийские «голубые каски» дислоцированы в Сьерра-Леоне, Демократической Республике Конго и Кувейте.

## Административное деление
Административное деление Индонезии регламентируется конституцией и действующим законодательством. Основным правовым актом в этой области является Закон № 32 2004 года о местном самоуправлении. Кроме того, статус каждого из особых округов и провинций, имеющих особое положение, регулируется отдельными законами.
Индонезия подразделяется на 38 административно-территориальных единиц первого уровня, в числе которых 36 провинций и две особые административные единицы, приравниваемые по статусу к провинции, — особый столичный округ Джакарта и особый округ Джокьякарта. Во главе каждой провинции и каждого особого округа стоит губернатор (индон. gubernur), избираемый населением сроком на 5 лет (до 2005 года избирался местным органом законодательной власти). Высшими органами законодательной власти в провинциях и особых округах являются местные советы народных представителей, избираемые населением также сроком на пять лет.
Провинцией Индонезии в 1969 году была объявлена западная часть острова Новая Гвинея, занятая по итогам конфликта с Нидерландами 1961—1962 годов (названия — «Западный Ириан» в 1969—1973 годах, «Ириан Джая» в 1973—2002 годах). Статус провинции имел также оккупированный Индонезией в 1975 году Восточный Тимор — до отделения этой территории от Индонезии в 1999 году.
Резкое обострение этноконфессиональных противоречий и рост сепаратистских настроений в ряде регионов в контексте политического и социально-экономического кризиса конца 1990-х годов подвигли власти Индонезии к принятию комплекса мер по децентрализации государственной власти и разукрупнению административно-территориального деления страны. В период с 1999 по 2007 год было создано пять новых провинций — Папуа, Западное Папуа, Бантен, Архипелаг Риау, Горонтало. Кроме того, статус провинции был предоставлен Ачеху, являвшемуся до этого особым округом. В 2012 году была создана провинция Северный Калимантан. В 2022 году был предпринят очередной шаг по разукрупнению административных единиц индонезийской части Новой Гвинеи: за счёт территорий двух существовавших там провинций были созданы ещё четыре: Центральное Папуа, Папуа Пегунунган, Южное Папуа и Юго-Западное Папуа.
Все шесть провинций, расположенных на территории Новой Гвинеи, а также Ачех, занимающий северо-западную оконечность Суматры, имеют особый статус, который подразумевает наделение властей этих регионов некоторыми дополнительными полномочиями в социальной, культурной, духовной и других сферах. В Ачехе, в частности, наряду с национальным законодательством Индонезии действуют (с ограничениями) законы шариата.
Провинции и особые округа делятся на округа (кабупа́тены, индон. kabupaten) и приравненные к округам муниципалитеты (ко́ты, индон. kota), в которые выделяются крупные города. По состоянию на начало 2020 года в стране насчитывалось 416 округов и 98 муниципалитетов. Округа управляются регентами (бупа́ти, индон. bupati), муниципалитеты — мэрами (валико́та, индон. walikota). Полномочия регентов и мэров идентичны, и те, и другие избираются населением на пять лет. Высшими органами законодательной власти округов и муниципалитетов являются местные советы народных представителей, также избираемые населением на пять лет. Столичный округ Джакарта имеет особое административное устройство: он подразделяется на пять городских административных округов (индон. kota administrasi) и один административный округ (индон. kabupaten administrasi). Эти административные единицы имеют несколько меньшую степень самоуправления, чем обычные городские муниципалитеты и округа, их мэры и, соответственно, регент назначаются губернатором Джакарты.
Округа и муниципалитеты подразделяются на районы (кечаматаны, индон. kecamatan), управляемые руководителями (чама́тами, индон. camat), назначаемыми регентом или мэром. В округах также имеются органы законодательной власти — советы народных представителей. В провинциях Папуа и Западное Папуа округ имеет название ди́стрик (индон. distrik), его руководитель — глава дистрика (кепа́ла дистрик, индон. kepala distrik).
Районы подразделяются на самые низовые административно-территориальные единицы двух типов: деревни (на большей части территории имеют название де́са (индон. desa), в некоторых регионах законодательно закреплены местные названия) и поселения — келура́ханы (индон. kelurahan). Деревни пользуются большим самоуправлением, чем поселения, их главы, в большинстве мест называемые кепа́ла деса (индон. kepala desa), избираются местным населением в отличие от руководителей поселений — лу́рахов (индон. lurah), назначаемых главами районов.

## Население

### Численность, расселение
По итогам общенациональной переписи, проведённой в 2020 году, население Индонезии составило 270 203 917 человек. Индонезия, таким образом, является наиболее населённой страной Юго-Восточной Азии и занимает четвёртое место в мире по количеству жителей.
Средняя плотность населения на 2020 год составляет около 141 человека на км², при этом население распределено крайне неравномерно: 56,1 % индонезийцев проживает на Яве, которая составляет менее 7 % территории, в результате чего этот остров является одним из самых густонаселённых мест планеты (более 1000 человек на км²). Среди административно-территориальных единиц наибольшая плотность населения зарегистрирована в Особом столичном округе — 15 947 человек на км², наименьшая — в провинции Северный Калимантан — менее 8 человек на км².
Для обеспечения более равномерного распределения населения по территории страны власти Индонезии с 1950-х осуществляют масштабную программу трансмиграций — переселения жителей густонаселённых районов (Явы, Мадуры, Бали) на малонаселённые острова (Калимантан, Новая Гвинея, Молукки). В рамках данной программы к началу 2000-х годов было переселено не менее 5,5 миллиона человек, из которых почти половина — в 1970-е — 1980-е годы.
Доля городского населения составляет 44 %. По состоянию на 2010 год 11 городов имеют население численностью более 1 миллиона человек, крупнейший из них — столица страны Джакарта с населением 9 607 787 человек.

### Темпы роста, возрастная и половая структура
За весь период независимого развития Индонезии для неё был характерен достаточно высокий прирост населения, несколько снижающийся с 1980-х годов в результате реализации государственной программы планирования семьи. Средний годовой темп прироста населения за десятилетие с 2010 по 2020 год составил 1,25 %. По прогнозам профильных экспертов ООН, в ближайшие десятилетия темпы роста населения в Индонезии будут постепенно снижаться и, достигнув своего максимума в 2055 году (295 миллионов человек), население Индонезии начнёт уменьшаться.
Динамика роста населения Индонезии
| Год                    | 1961 | 1971  | 1980  | 1990  | 2000  | 2010  | 2020  | 2055 (прогноз) |
| ---------------------- | ---- | ----- | ----- | ----- | ----- | ----- | ----- | -------------- |
| Численность (млн чел.) | 97,1 | 119,2 | 146,9 | 178,6 | 205,1 | 237,6 | 270,2 | 295            |

Возрастная структура населения типична для развивающихся стран: главной особенностью является высокая доля молодёжи — средний возраст жителя Индонезии составляет 31 год. 23,3 % индонезийцев моложе 15 лет, 70,7 % — в возрасте 15—65 лет и 6 % — старше 65 лет.
Гендерный состав населения достаточно равномерен, показатель соотношения полов — 1,02 в пользу мужчин. Изменения этого показателя в различных возрастных группах в целом соответствует общемировой тенденции: 1,07 при рождении, 1,06 для лиц младше 25 лет, 1,02 — от 25 до 39 лет, 1,00 — от 40 до 54 лет, 0,98 — от 55 до 64 лет, 1,03 — от 65 до 69 лет, 0,88 — от 70 до 74 лет и 0,79 — старше 75 лет. При этом весьма заметны его колебания по различным регионам страны: если в провинции Папуа и Западное Папуа он составляет 1,14, то в особом округе Джокьякарта — 0,98.

### Национальный состав
В Индонезии проживает около 300 народов, большая часть которых относится к австронезийской группе. Австронезийскими, в частности, являются наиболее многочисленные народы страны — яванцы (по состоянию на начало XXI века составляют более 40 % населения), сунданцы (около 15 %), мадурцы (около 4 %), минангкабау (около 3 %), бугисы (около 2,5 %). Наряду с этим в восточных районах, в частности, на Новой Гвинее и прилегающих к ней островах, проживают народности, принадлежащие к меланезийской группе, большая часть из которых относится к папуасам. Бо́льшая часть коренных народов Индонезии проживает в районах их исторического расселения, однако по мере возрастания миграционной динамики увеличивается доля проживающих в нетрадиционных районах. Наиболее заметен этот процесс в отношении яванцев: занимая, в силу своей многочисленности, лидирующие позиции в большинстве сфер жизни страны и наиболее активно участвуя в программе трансмиграций (подробнее см. подраздел «Численность, расселение»), они в значительном количестве проживают во всех регионах страны.
Среди некоренных народов Индонезии наиболее многочисленными являются китайцы, проживающие практически во всех регионах страны, преимущественно в крупных городах: их численность, по различным оценкам, колеблется от 2,5 до 7 миллионов человек. Точное определение количества индонезийских китайцев представляется проблематичным в силу особого положения, которое они длительное время занимали в жизни страны: начав активно расселяться в Индонезии с XVI века, они традиционно контролировали значительную часть экономики, что сказывалось на отношениях с коренным населением. Социокультурные противоречия с местными жителями в сочетании с жёсткой дискриминацией, которой подвергались китайцы в период президентства Сухарто (включая полный запрет на использование родного языка), привели к отказу многих из них от изначальной этнической самоидентификации, по крайней мере, на публичном уровне.
В различных регионах страны, в основном в крупных городах также проживают значительные общины выходцев из Индии и арабских стран, а также незначительное количество людей европейского и смешанного европейско-индонезийского происхождения.

### Языки
Государственным языком Индонезии является индонезийский язык, относящийся к индонезийской ветви австронезийской языковой семьи. Его статус регламентируется конституцией и действующим законодательством. Письменность — на основе латинского алфавита.
Индонезийский обязателен для изучения во всех среднеобразовательных учреждениях страны. В той или иной мере им владеет бо́льшая часть взрослого населения Индонезии; число активных носителей, по состоянию на 2009 год. составляет не менее 144 миллионов человек — около 60 % жителей страны. Вместе с тем, в быту государственным языком пользуется небольшая часть населения (по различным оценкам, от 12 % до 20 %) — в семейном кругу большинство индонезийцев общается на родных местных языках. Значительная часть жителей двуязычна — одинаково свободно владеет родным и государственным языком, многие считают родными оба языка.
Индонезийский язык развился к началу XX века на основе наддиалектной формы малайского языка, исторически использовавшегося в качестве лингва франка на островах Малайского архипелага. Его популяризации существенно способствовало отсутствие альтернативного средства межнационального общения, ибо язык метрополии — нидерландский — не получил за время колонизации широкого распространения среди местного населения. Изначально язык продолжал называться «малайским», а понятие «индонезийский язык» стало входить в широкий обиход после конгресса молодёжных организаций 27—28 октября 1928 года (см. раздел «Этимология»).
Как и большинство других контактных языков, индонезийский имеет упрощённую морфологию и фонетику. До обретения страной независимости в индонезийском языке использовалась преимущественно арабская письменность и, как вариант, — латинская, однако в 1945 году латиница была законодательно закреплена в качестве единственной письменности.
По состоянию на 2018 год, в Индонезии насчитывалось 707 живых языков. Двенадцать языков сегодня считаются вымершими, поскольку их носители последний раз были замечены в XX веке. Наиболее распространёнными местными языками являются яванский, сунданский, мадурский — соответственно, более 80 миллионов, 30 миллионов и 13 миллионов носителей. Наибольшим лингвистическим разнообразием отличается западная часть острова Ириан и близлежащие небольшие острова — местные жители разговаривают не менее чем на 270 папуасских языках.

### Религиозный состав
Индонезия является светским государством, конституция страны гарантирует свободу вероисповедания. При этом, согласно законодательству, принятому в 1965 году, особый статус, предусматривающий поддержку и защиту государством, предоставлен основным религиям страны — исламу, протестантизму, католицизму, индуизму, буддизму и конфуцианству — с оговоркой о допустимости существования других вероисповеданий. В то же время, с 1967 по 2000 год в стране действовал официальный запрет на публичное отправление конфуцианских служений — в этот период официальная индонезийская статистика оперировала данными о пяти религиях: исламе, протестантизме, католицизме, индуизме и буддизме, в то время, как конфуцианство, наряду с другими конфессиями фигурировало в переписях населения и других официальных статистических исследованиях в ряду «прочих верований».
Абсолютное большинство населения — более 88 % — исповедуют ислам, распространившийся здесь в основном в XIII—XVI веках, что делает Индонезию крупнейшим мусульманским государством мира. Практически все индонезийские мусульмане являются суннитами, незначительное количество шиитов (около 1 миллиона человек) проживает разрозненно, в основном на Яве. Представители шиитского меньшинства, как правило, бесконфликтно сосуществуют с окружающими суннитами. Для укрепления взаимопонимания и формализации диалога между последователями двух ветвей ислама в мае 2011 года в Джакарте при поддержке индонезийского правительства был учреждён Суннитско-шиитский богословский совет.
Христианство распространилось в стране в колониальный период в результате деятельности европейских, главным образом голландских и португальских миссионеров. По состоянию на начало XXI века, его исповедует 8,7 % индонезийцев, 5,7 % из которых являются протестантами и 3 % — католиками. Правительственные данные о численности христиан и данные самих христианских церквей разнятся. Так, по данным энциклопедии «Религии мира» Дж. Г. Мелтона, христиане составляют 12,1 % населения страны. Самые крупные конфессии образуют пятидесятники (9,45 млн), реформаты (6,8 млн), католики (6,65 млн) и лютеране (5,8 млн). Христиане проживают в большинстве районов страны, наиболее значительные общины — в Джакарте, на Сулавеси, Молукках, Северной Суматре, Западном Тиморе и Новой Гвинее.
Около 2 % населения — индуисты, большинство которых составляют балийцы, не принявшие в своё время, в отличие от соседних народностей, ислам. Примерно по 1 % приходится на буддистов и конфуцианцев — к этим конфессиям принадлежат в основном этнические китайцы. Некоторая часть коренного населения наименее затронутых современной цивилизацией территорий — прежде всего на Калимантане, Новой Гвинее, Сулавеси, Молукках — исповедует анимизм и иные формы язычества. Традиционные местные верования в различной степени сохраняются и в других районах страны.

## Экономика и финансы

### Общее состояние, основные показатели
Индонезия относится к категории аграрно-индустриальных стран. По уровню национальной конкурентоспособности в 2024 году занимала 27 место в мире. Относится к категории наиболее перспективных в экономическом плане развивающихся стран — так называемой группе одиннадцати.
Объём ВВП по ППС за 2023 год составил 4,335 триллиона долл. США — 8 место в мире и первое — в Юго-Восточной Азии (около 15 550 долл. США на душу населения — 102 место в мире). Темпы экономического роста, зафиксированные в 2023 году, — около 5 %. Доходная часть государственного бюджета за 2017 год — 130,6 млрд долл. США, расходная — 154,8 млрд долл. США, дефицит бюджета — 2,4 % от ВВП.
Денежная единица — индонезийская рупия, усреднённый курс за 2016 год — 13 240 рупий за 1 доллар США. Разменная единица — сен (индон. sen), одна сотая рупии (вышел из обращения в 1960-е годы, однако официально не упразднён). Эмиссию денег осуществляет центральный банк страны — Банк Индонезии.
Темпы инфляции по итогам 2017 года — 4 % (156 место в мире). Объём национальных золотовалютных резервов на декабрь 2015 года составил 103,4 млрд долл.
Для экономики, при её рыночном характере, характерна активная роль государства: оно владеет примерно 140 крупными предприятиями в различных секторах национального хозяйства, а также контролирует цены на ряд товаров, включая базовые продукты питания и горюче-смазочные материалы. В объёме ВВП доля промышленного производства на 2015 год составляет 42,8 %, сферы услуг — 43,6 %, сельского хозяйства — 13,6 %. При этом в промышленности занято 13,2 %, в сельском хозяйстве — 38,9 % и в сфере услуг — 47,9 % работающего населения. Общая численность трудоспособного населения — 122,4 миллиона человек (4 место в мире), уровень безработицы — 5,5 % (60 место в мире).
Для населения характерно значительное социально-экономическое расслоение, доходы наиболее имущих 10 % почти в 11 раз превышают доходы беднейших 10 % индонезийцев. Более 13 % проживает ниже уровня бедности.
Серьёзной проблемой экономики является коррупция — в рейтингах, составляемых организацией «Transparency International», Индонезия длительное время занимает места в начале второй сотни.
Мировой финансово-экономический кризис 2008—2009 годов Индонезия пережила в целом вполне благополучно, её основные макроэкономические показатели снизились весьма незначительно и быстро вернулись к докризисному уровню, после чего восстановилась позитивная динамика. В декабре 2011 года международное рейтинговое агентство Fitch повысило кредитный рейтинг Индонезии со «стабильного» до «инвестиционного» уровня, в январе 2012 года аналогичное повышение рейтинга страны произвело агентство Moody’s.
В Индонезии нет единой для всей страны минимальной заработной платы, её расчёт относится к компетенции властей провинций и приравниваемых к ним особых округов. По состоянию на начало 2021 год наиболее высокий соответствующий показатель был установлен в столице страны Джакарте — 4416186 рупий ($313,84), самый низкий в Джокьякарте — 1765000 рупий ($125,34) в месяц.

### Промышленность
На 2014 год доля промышленного производства в структуре ВВП составляла 45,5 %, более двух третей этого объёма приходится на обрабатывающие отрасли. При этом число занятых в промышленности относительно невелико — менее 13 % трудоспособного населения. Темпы роста заметно ниже, чем по экономике в целом — около 4,9 % на 2014 год.
В обрабатывающей сфере на 2009 год было зарегистрировано более 25 тысяч предприятий, имеющих статус крупных либо средних и более 3,2 миллиона малых предприятий и надомных производителей. Наиболее значимыми отраслями являются пищевая промышленность (около 19 % всего несырьевого производства, почти 6000 крупных и средних предприятий), химическая промышленность (16 %, около 900 предприятий), текстильная промышленность (7 %, около 2000 предприятий), табачная промышленность (7 %, более 1600 предприятий), производство машин и оборудования (7 %, около 600 предприятий), автомобильная промышленность (6 %, более 270 предприятий), целлюлозно-бумажная промышленность (6 %, более 530 предприятий), производство готовой одежды (4 %, более 2000 предприятий). Большая часть малых предприятий и надомных производителей действуют в различных отраслях лёгкой и пищевой промышленности, включая традиционные ремёсла: производство батика, керамики, плетение циновок, изготовление резных изделий из дерева и кости, прочей востребованной сувенирной продукции.
В добывающей промышленности действуют в основном крупные национальные компании, значительная часть из которых принадлежит государству, а также западные сырьевые корпорации. Крупнейшей из национальных компаний является государственная монополия «Pertamina», контролирующая добычу и переработку нефти.
Традиционно в больших масштабах добывается углеводородное сырьё: добыча нефти на 2009 год составляла более 1,02 млн баррелей в день (37 место в мире), природного газа — 85,7 млрд кубометров за год (8 место в мире). Также весьма значительна добыча каменного угля: в 2014 году её объём составил 458 млн тонн (5 место в мире), а по экспорту этого сырья Индонезия заняла 2 место в мире. Также в промышленных масштабах добываются все минеральные ресурсы, перечисленные в разделе «Рельеф, внутренние воды, полезные ископаемые, почвы».

### Сельское хозяйство
Сельское хозяйство — исторически основная отрасль местной экономики, давая не более 14 % национального ВВП, обеспечивает занятость значительной части населения — около 32 %. При этом его доля и в структуре ВВП, и с точки зрения занятости постепенно снижается.
Основной сельскохозяйственной отраслью является земледелие. Обрабатываемые земли составляют около 13 % территории страны, по их площади Индонезия занимает 7-е место в мире. Около 1/3 обрабатываемых земель орошаемые. По производству многих сельскохозяйственных культур страна занимает лидирующие места в мире.
Основные пищевые культуры: рис (сбор в 2009 году — 64,4 млн т, 3-е место в мире), кассава (22 млн т, 1-е место в мире), кокосы (21,5 млн т, 1-е место в мире), кукуруза (16,9 млн т, 4-е место в мире), бананы (6,3 млн т, 6-е место в мире), батат (2 млн т, 4-е место в мире). В больших объёмах выращиваются масличная пальма (22,5 млн т пальмового масла, 1-е место в мире), саговая пальма (5,2 млн т саго, 1-е место в мире), сахарный тростник (26,5 млн т, 10-е место в мире), какао-бобы (800 тыс. т, 2-е место в мире), кофе (700 тыс. т бобов, 4-е место в мире), табак (181 тыс. т, 6-е место в мире), чай (160 тыс. т, 7-е место в мире), гвоздика (81 тыс. т, 1-е место в мире), перец (80 тыс. т, 2-е место в мире). Из технических культур наибольшее значение имеют каучуконосы (2,8 млн т натурального каучука, 2-е место в мире).
Животноводство развито в меньшей степени. Общее поголовье крупного рогатого скота на 2010 год составляет 15,23 млн голов, в том числе 13,5 млн — мясные коровы, 0,53 млн — молочные коровы и 1,2 млн — буйволы, используемые главным образом как тягловый скот. По данным на 2008 год, поголовье коз составляло 15,8 млн голов, овец — 10,3 млн голов, свиней (выращиваются преимущественно немусульманским населением) — 5,5 млн голов. Основной домашней птицей является курица: в 2008 году имелось 68 млн кур-несушек, было произведено более 1,2 млрд бройлерных цыплят, более 1 млн т яиц.
Огромное значение исторически имеет рыболовство: по объёму улова рыбы и морепродуктов за 2009 год — более 5,1 млн т — Индонезия занимает третье место в мире, основные промысловые виды: тунец, макрель, сардина, морской окунь, групер, креветки. При этом по объёмам производства с ним практически сравнялось интенсивно развивающееся рыбоводство: по вылову искусственно разведённой рыбы и морепродуктов за 2009 год — более 4,7 млн т — страна занимает второе место в мире. Основные разводимые виды: тилапия, карп, гурами, креветки, широко практикуется разведение жемчуга.
Важнейшей отраслью является лесное хозяйство: в 2009 году в Индонезии было заготовлено 98,7 млн м³ древесины (8-е место в мире), из которых 36,4 млн м³ — брёвна промышленного назначения. Серьёзной проблемой в этой области являются незаконная вырубка леса и контрабандный вывоз ценных пород древесины.

### Сфера услуг
Сфера услуг традиционно занимала достаточно важное место в индонезийской экономике (включая колониальный период), однако начало её интенсивного целенаправленного развития относится к периоду экономической модернизации 1970-х — 1980-х годов. К 2010 году доля сферы услуг в ВВП составила 37,6 %, она обеспечивала занятость практически половины (48,9 %) трудоспособного населения. При этом эффективность и конкурентоспособность этого сектора в сравнении с индонезийской экономикой в целом остаётся невысокой, в частности, в силу технологической и инфраструктурной отсталости, нехватки квалифицированных кадров.
В 2010 году правительством принята программа ускоренного развития сферы услуг. Основными задачами, поставленными в её рамках, являются планомерное повышение её доли в экономике до 55 % ВВП к 2025 году, а также качественная модернизация её основных секторов: здравоохранения, транспорта и связи, банковского, торгового, туристического секторов, энергетики.

#### Банковский сектор
По состоянию на март 2011 года в Индонезии насчитывается 122 коммерческих банка, в том числе 28, представляющих собой совместные банковские предприятия с зарубежными партнёрами, и 10, контрольный пакет в которых принадлежит зарубежным собственникам. Примечательно, что 10 крупнейших из них контролируют 63,4 % банковского сектора, общий объём средств которого составляет около 353 млрд долл. США, в то время, как все прочие — не более 1 % (остальные 35,6 % сектора приходится на долю 4 государственных банков, включая БИ). Ряд банков, находящихся в частных руках, осуществляет исламский банкинг, общий объём операций по которому составил в 2011 году порядка 3,3 % от общего объёма банковских операций.
На конец 2015 года ставка рефинансирования Банка Индонезии составляла 6,37 % (58 место в мире), базовая ставка кредитования для коммерческих банков — 12,8 % (59 место в мире).

#### Торговый сектор
Объём внутренней торговли по данным на 2010 год составляет более 50 млрд долл. США (около 5 % ВВП), количество торговых точек превышает 2,5 миллиона (второе место в мире после Индии). Интенсивность торговой сети в разных регионах Индонезии в целом пропорциональна плотности населения. Так, 57 % торговых точек находятся на Яве, 22 % — на Суматре, 21 % — на остальной территории страны.
При этом для торгового сектора в весьма значительной степени характерна инфраструктурная неоднородность: если в крупных городах имеется большое количество магазинов современного типа, то в небольших населённых пунктах торговля обеспечивается главным образом за счёт мелких лавок и рынков традиционного типа. Всего, согласно принятой в Индонезии классификации, к современным магазинам относится, на 2010 год, 18 152 торговых точки, 154 из них категоризируются как гипермаркеты, около 2000 — как специализированные магазины или супермаркеты, остальные — как «мини-маркеты». В 1990-е — 2000-е годы происходят существенный рост числа современных торговых предприятий и, одновременно, сокращение количества традиционных. Так, если в 2010 году общее количество торговых точек по стране сократилось по сравнению с 2009 годом на 1,3 %, то количество магазинов современного типа выросло за этот же период на 38 %. Однако в целом, по оценкам профильных индонезийских властей, инфраструктурное и технологическое обеспечение торгового сектора остаётся неудовлетворительным.

#### Туризм
Индонезийские власти традиционно прилагают активные усилия для развития в стране индустрии туризма. Ставка при этом делается прежде всего на максимизацию притока зарубежных визитёров, более перспективных с экономической точки зрения. С 1980-х годов значительные средства вкладываются в модернизацию и расширение гостиничного фонда и прочей соответствующей инфраструктуры, а также в популяризацию национальных туристических объектов. Позитивную роль в этом плане играет наличие значительного количества как историко-культурных, так и природных достопримечательностей, в том числе, имеющих мировое значение. В частности, на 2019 год в стране имелось 9 объектов Всемирного наследия ЮНЕСКО (по их количеству Индонезия занимает первое место среди государств Юго-Восточной Азии).
Вместе с тем, социально-экономический кризис, политические потрясения, эскалация напряжённости на этноконфессиональной почве и всплеск терроризма, имевшие место в конце 1990-х — начале 2000-х годов, существенно снизили эффективность предпринимаемых мер. Стабильный рост количества посещающих страну иностранных туристов начался только в 2007 году, что обеспечило восстановление значительных поступлений в национальный бюджет: уже в начале 2010-х годов доля доходов от туризма вышла на предкризисный уровень — около 8 % ВВП).
В 2023 году Индонезию посетили 25,8 млн иностранных туристов. Среди визитёров большую часть традиционно составляют граждане стран — соседей Индонезии по Азиатско-Тихоокеанскому региону: Сингапура, Малайзии, Австралии, Китая, Японии. Россияне по соответствующему показателю находятся в середине второго десятка (по итогам первых трёх месяцев 2024 года Индонезия приняла 50 934 туристов из России).

### Энергетика
Электроэнергией обеспечено около 65 % населения страны. Национальные потребности в электричестве удовлетворяются исключительно за счёт собственных мощностей — импорта электроэнергии, как и её экспорта, не осуществляется. В 2009 году объём производства электроэнергии составил более 142,2 млрд кВт·ч (24-е место в мире) при потреблении на уровне 127,2 млрд кВт·ч (26-е место в мире) — разницу между этими показателями составили исключительно потери при транспортировке и распределении — более 15 млрд кВт·ч. Около 40,5 % потребления электроэнергии приходится на промышленность и строительство, 39,3 % — на бытовые нужды населения, остальное — на сельское хозяйство и другие сектора экономики. Монополия на электроснабжение принадлежит Государственной электроэнергетической компании.
Бо́льшая часть электроэнергии — 87,2 % — вырабатывается на тепловых электростанциях, в том числе 44,9 % с использованием угля, 26,5 % — нефти и 15,8 % — природного газа. 7,9 % производства приходится на долю гидроэлектростанций, 4,9 % — на долю станций, использующих альтернативные источники энергии (в первую очередь геотермальных, также имеются станции на биотопливе, доля других несущественна). На конец 2011 года атомных электростанций в стране нет. Вопрос об их создании активно прорабатывался индонезийскими властями с 1997 года, в 2006 году принято принципиальное решение в пользу развития атомной энергетики. Согласно правительственной программе, к 2025 году планируется построить четыре АЭС общей электрической мощностью не менее 4 ГВт.

### Внешняя торговля и зарубежные инвестиции
Объём внешней торговли в 2017 году составил 299 млрд долл. США при положительном сальдо в размере 38,6 млрд долл. Объём экспорта — 168,8 млрд долл., импорта — 130,2 млрд долл. (по обоим показателям — 30-е место в мире).
Основными статьями экспорта являются газ, нефть, электрооборудование, текстиль, древесина, фанера, каучук. Импортируются, главным образом, машины и оборудование, нефть, продукция химической промышленности и нефтепереработки, отдельные виды продовольствия. При этом объём импортируемой нефти с середины 2000-х годов во всё большей степени превосходит объём экспортируемой — это стало причиной выхода Индонезии в 2008 году из ОПЕК, в которой она состояла с 1962 года.
Основными потребителями индонезийского экспорта являются, по состоянию на 2017 год, Китай — 13,6 %, США — 10,6 %, Япония — 10,5 %, Индия — 8,4 %, Сингапур — 7,6 %, Малайзия — 5,1 %, Республика Корея — 4,8 %. Бо́льшая часть импорта поступает из Китая — 23,2 %, Сингапура — 10,9 %, Японии — 10 %, Таиланда — 6 %, Малайзии — 5,6 %, Республики Кореи — 5,3 %, США — 5,2 %.
Объём прямых иностранных инвестиций в индонезийской экономике на 2010 год составляет около 85,6 млрд долл. (38 место в мире). Индонезийскими инвесторами за рубежом размещено более 33 млрд долл. (37 место в мире).

## Транспорт, инфраструктура, связь

### Водный транспорт
С учётом архипелажного положения страны водный транспорт исторически играет в её социально-экономической жизни особую роль. По протяжённости официально зарегистрированных внутринациональных морских маршрутов — 21 579 км на 2011 год — страна занимает 5 место в мире.
На плаву находится 1244 судна океанского класса, 87 из которых зарегистрированы в других странах и 65 — принадлежат зарубежным собственникам. 17 судов являются пассажирскими, 47 — грузо-пассажирскими, остальные принадлежат к различным типам грузовых судов.
Крупнейшие морские порты находятся в Джакарте, Сурабае, Банджармасине, Палембанге, Белаване.
Речной транспорт в той или иной мере используется практически повсеместно, однако серьёзное значение как средство грузовых и пассажирских перевозок имеет, прежде всего, на Калимантане: как в силу наличия там наиболее полноводных рек, так и в силу недостаточного развития на индонезийских территориях этого острова иных видов транспорта.

### Автомобильный транспорт
По протяжённости автомобильных дорог — 437 759 км на 2008 год — страна занимает 14 место в мире. При этом 258 744 км из них имеют асфальтовое или иное дорожное покрытие, а 179 015 являются грунтовыми. Частота и качество дорожной сети в различных регионах страны весьма неравномерны в силу существенных различий в населённости и экономическом развитии этих регионов: наивысшими соответствующие показатели являются на Яве, минимальными — на индонезийских территориях Калимантана и Новой Гвинеи. Движение по дорогам левостороннее.
На конец 2011 года в Индонезии было официально зарегистрировано более 85,6 млн автотранспортных средств, более 68,8 млн из которых — мотоциклы, мотороллеры и мопеды, более 9,5 млн — легковые автомобили, более 4,9 млн — грузовые автомобили, более 2,2 млн — автобусы.

### Железнодорожный транспорт
Железнодорожный транспорт начал развиваться в период нидерландской колонизации (первая железная дорога проложена в 1867 году). По состоянию на 2009 год общая протяжённость железнодорожных путей составляет 5042 км — 35-е место в мире. Электрифицированных железных дорог 565 км. В качестве национального стандарта принята так называемая капская колея, имеющая ширину 1067 мм. Для развития железнодорожной сети характерны те же региональные диспропорции, что и для автодорожной.
По состоянию на конец 2011 года метрополитена ни в одном из городов страны нет. С середины 1990-х годов прорабатываются планы по его созданию в Джакарте. В 2004 году выбор сделан в пользу создания в индонезийской столице комбинированной скоростной железнодорожной системы (англ. Jakarta Mass Rapid Transportation), сочетающей сегменты эстакадного монорельса с метрополитеном. Запуск её первой очереди (участок в 15,7 км с 7 надземными и 6 подземными станциями) запланирован к началу 2019 года.
В 2023 году открыта первая высокоскоростная железная дорога Whoosh. Проект стоимостью 7,3 миллиарда долларов реализован в рамках китайской инициативы «Один пояс, один путь». Эту магистраль, соединяющую столицу Джакарту с Бандунгом, открыл глава государства Джоко Видодо.

### Воздушный транспорт
Гражданское авиасообщение было налажено в колониальный период, в начале XX века: первый аэродром (Кемайоран в Джакарте) был открыт в 1910 году. По состоянию на 2010 год в стране имеется 684 аэропорта (10 место в мире), а также 64 вертодрома. При этом 171 аэропорт имеет асфальтированные либо бетонированные взлётно-посадочные полосы и 513 — грунтовые.
На 2011 год в Индонезии действуют 17 авиакомпаний, осуществляющих регулярные пассажирские перевозки, 32 компании, осуществляющих нерегулярные пассажирские перевозки, 3 компании, осуществляющих регулярные грузовые перевозки, и 1 компания, осуществляющая нерегулярные грузовые перевозки. Кроме того, в ряде регионов по мере необходимости к пассажирским и грузовым авиаперевозкам привлекается военно-транспортная авиация.

### Прочие виды транспорта
Значительное развитие получил трубопроводный транспорт, используемый прежде всего для перемещения углеводородного сырья. По территории Индонезии и прилегающему к ней морскому шельфу проложено — по состоянию на 2010 год — 7165 км газопроводов, 5984 км нефтепроводов, 885 км трубопроводов для транспортировки газового конденсата и 617 км продуктопроводов прочего назначения.
В различных регионах некоторое значение сохраняет гужевой транспорт — как в сельской, так и в городской местности используются конные и, реже, буйволиные повозки. Повсеместно широкое распространение в качестве личного транспорта получили велосипеды. Кроме того, во многих городах в качестве общественного транспорта задействованы велорикши (индон. becak).

### Связь
По степени обеспечения населения средствами связи Индонезия находится в низшей группе среднеразвитых стран, однако в 2000-е годы для этого сектора была характерна высокая позитивная динамика, в частности в области телефонной связи. Так, на 100 человек здесь приходится 14,8 стационарных телефонных линий (рост за десятилетие почти в 5 раз) и 69,2 контрактов на пользование мобильным телефоном (рост в 38 раз). 90 % населения проживает в зоне действия мобильной телефонной связи. Телефонный код страны — + 62.
Весьма быстро расширяется и доступ населения к сети Интернет: если в 2000 году им располагало не более 1 % населения, то в 2007 году этот показатель составил 8,9 %, а в 2009 году — 16,1 %. Это позволило Индонезии занять 4 место в Азии по абсолютному количеству интернет-пользователей — после Китая, Индии и Японии. Доступ к широкополосному высокоскоростному Интернету, оставаясь весьма ограниченным, расширяется не менее высокими темпами — 0,72 % населения в 2009 году против 0,34 % в 2007 году. При этом в 2009 году на 100 человек населения приходилось только 2 персональных компьютера, на один миллион населения — 2,1 безопасных интернет-сервера. Национальный интернет-домен — .id.
Спутниковая связь обеспечивается в рамках национальной спутниковой программы «Пала́па», реализуемой с 1976 года. Всего с начала действия программы запущено 10 геостационарных спутников, последний из которых, «Палапа-D» — в августе 2009 года.

## Здравоохранение
Национальная система здравоохранения в полной мере испытала на себе последствия кризиса 1997—98 годов. К началу 2000-х годов правительством была развёрнута масштабная программа по восстановлению и дальнейшему повышению её эффективности, ключевым элементом которой является установка на децентрализацию.
Расширяется медицинская инфраструктура на низовом уровне. К концу 2000-х годов в каждом районе (кечаматане, см. раздел «Административно-территориальное деление») существовал по крайней мере один медицинский центр (так называемый центр общественного здравоохранения, индон. Pusat Kesehatan Masyarakat), возглавляемый дипломированным врачом, персонал которого мог оказывать медпомощь не менее чем по 8 направлениям.
На низшем административном уровне — в деревнях и поселениях (см. раздел «Административно-территориальное деление») — помимо возможных вспомогательных медпунктов в обязательном порядке имеются сельские акушерские пункты (индон. Pondok Bersalin Desa, не менее одного в каждом), а также так называемые объединённые пункты обслуживания (индон. Pos Pelayanan Terpadu), отвечающие за оказание простейших медицинских услуг и вакцинацию.
В целом один врач приходится на 5000 человек населения, одна больничная койка — на 1111 человек.
Государственные ассигнования на здравоохранение в 2013 году составили около 3,1 % от ВВП (180 место в мире). Ожидаемая средняя продолжительность жизни индонезийцев по расчётам 2015 года достигает 72,45 года.
Индонезия относится к странам с высоким уровнем инфекционной заболеваемости. Ситуация с распространением ВИЧ-инфекции относительно благополучна. 34 % населения страны курят табак.
При том, что в целом здравоохранение повсеместно обеспечивается средствами конвенциональной медицины, достаточно широко практикуются методы народной индонезийской, а также китайской медицины.
Всего, по оценочным данным на 2008 год, той или иной формой медицинской страховки обеспечено около 100 млн индонезийцев.

## Образование
Государственные расходы на образование составляют 2,8 % ВВП (на 2008 год, 139 место в мире). Уровень грамотности на 2009 год — 94,7 % взрослого (старше 15 лет) населения. Количество неграмотных быстро сокращается (с 2006 по 2009 год — почти на треть), бо́льшую их часть составляют женщины, проживающие в сельской местности. До 2015 года планировалось полностью ликвидировать неграмотность.
По абсолютному количеству обучающихся в школе детей — более 50 млн человек — Индонезия занимает 3 место в мире. Национальная система школьного обучения имеет три ступени: начальная школа (1—6 классы, дети от 7 до 12 лет), средняя школа первой ступени (7—9 классы, от 13 до 15 лет) и средняя школа второй ступени (10—12 классы, от 16 до 18 лет). Наряду со светскими школами (как государственными, так и частными), существуют частные религиозные школы, имеющие аналогичную трёхстадийную градацию. Кроме того, к средней школе второй ступени приравниваются техникумы.
Обязательными являются две первых ступени школьного образования, то есть 9 лет учёбы. Начальную школу посещает более 95,1 % детей соответствующего возраста, среднюю школу первой ступени — более 92,5 %, среднюю школу второй ступени — 71,6 %. На одного школьного учителя приходится 20,1 ученика (85 место в мире).
В вузах обучается около 4,8 млн человек. Охват населения в возрасте от 19 до 23 лет высшим образованием на 2010 год составляет 18,4 %, к 2014 году правительством планируется довести последний показатель до 30 %.
По состоянию на 2011 год в стране имеется 83 государственных и около 3000 частных вузов. Ведущими среди них являются:
1. Бандунгский политехнический институт (индон. Institut Teknologi Bandung)
2. Университет Гаджа Мада (Джокьякарта)
3. Университет Индонезия (Депок)
4. Богорский институт сельского хозяйства (индон. Institut Pertanian Bogor)
5. Университет «Гунадарма» (индон. Universitas Gunadarma, Депок)
6. Университет «Дипонегоро» (индон. Universitas Diponegoro, Семаранг)
7. Технологический институт «Десятое ноября» (индон. Institut Teknologi Sepuluh Nopember, Сурабая)
8. Индонезийский педагогический университет (индон. Universitas Pendidikan Indonesia, Бандунг)
9. Университет «Одиннадцатое марта» (индон. Universitas Sebelas Maret, Суракарта)
10. Университет Северной Суматры (индон. Universitas Sumatera Utara, Медан)

## Наука
Основы местной научной школы были заложены ещё нидерландской колониальной администрацией. Первые научно-исследовательские учреждения были созданы ею в XIX веке: Богорский ботанический сад, которому позднее были приданы институт ботанических исследований (1884 год) и опытная сельскохозяйственная станция (1876 год), институт геодезии в Бандунге (1855 год), институт метеорологии и геофизики в Джакарте (1866 год), медицинский институт Эйкмана и институт военной гигиены в Джакарте (оба — 1888 год), отделение Института Пастера и геологическая лаборатория в Бандунге (оба — 1890 год). В XX веке были основаны, в частности, ветеринарный институт (1908 год) и институт лесоводства (1913 год) в Богоре, институт гидрологии и гидрометрии в Бандунге (1914 год), институт морских исследований в Джакарте (1919 год).
Исследования в этих и других научных учреждениях XIX века — первых четырёх десятилетий XX века проводились в основном нидерландскими специалистами, их задачи определялись потребностями колониального хозяйства и социальными нуждами голландской общины. Тем не менее, после обретения страной независимости значительная часть академической и исследовательской базы, заложенной колонизаторами, была задействована при становлении индонезийской национальной научной инфраструктуры. В частности, под влиянием соответствующих приоритетов голландской научной деятельности в колонии сформировался спектр передовых направлений современной индонезийской науки: сельскохозяйственные и биологические дисциплины, ветеринария.
Значительная часть созданных голландцами научных учреждений в период независимого развития была реструктурирована и укрупнена, параллельно создавались новые объекты научной инфраструктуры практически во всех крупных городах страны. Наряду со специализированными научными центрами с конца 1940-х годов формируются научные подразделения в различных университетах страны.
В соответствии с установившейся административной практикой, большая часть НИИ и крупных лабораторных комплексов относится к структуре профильных министерств и ведомств. Из университетов наиболее мощным научно-исследовательским потенциалом располагают Индонезийский университет (более 100 научных подразделений, приоритетные направления — генная инженерия, нанотехнологии, информационные технологии и информатика, общественные науки), Бандунгский политехнический институт (приоритетные направления — различные технические науки, информационные технологии), Богорский институт сельского хозяйства (приоритетные направления — различные отрасли биологии, сельскохозяйственные дисциплины, ветеринария, лесоводство).
На правительственном уровне за развитие науки отвечает Государственное министерство научных исследований и технологий. Академии наук в стране на 2012 год нет, в качестве её прообраза действует Научное общество Индонезии (НОИ) (индон. Lembaga Ilmu Pengetahuan Indonesia, LIPI). В рамках НОИ координируется научно-исследовательская деятельность по десяткам различных естественнонаучных, технических и гуманитарных направлений, план по созданию на её базе Академии наук принят в 1991 году без определённых временных рамок.

## Культура и искусство

### Общие сведения
Индонезия — с учётом многонационального характера её населения — отличается высокой степенью этнокультурного многообразия. Важнейшими факторами развития местной материальной и духовной культуры было поочерёдное воздействие нескольких религий — буддизма, индуизма, ислама, а также разнообразных форм язычества — исповедовавшихся в различные периоды местными жителями, и существенное внешнее влияние, в частности, индийское, китайское, арабское и европейское. Соответствующее многообразное наследие в той или иной мере прослеживается практически во всех формах национального искусства.

### Изобразительное искусство
Исторически самым ранним видом изобразительного искусства, распространившимся в Индонезии, является скульптура. Наиболее древние из сохранившихся скульптурных изображений относятся к VII веку. Как в этот период, так и позднее в скульптуре господствовала религиозная — индуистская и буддистская — тематика.
Становление национальной школы живописи произошло в колониальный период под голландским влиянием. Её основателем считается яванец Раден Салех (1807—1880 годы), автор эпических полотен, получивший художественное образование в Нидерландах. Другим крупным художником XIX века был Абдуллах Сурьёсуброто, мастер пейзажного жанра.
Для начала XX века характерно укрепление реалистического направления в живописи. С этого периода всё более заметным становится обращение к националистическим, патриотическим сюжетам, которые после обретения страной независимости становятся доминирующими. Как и для литературы, для живописи 1950-х и первой половины 1960-х годов характерны достаточно высокая идеологизированность и апелляция к актуальным социальным темам, в то время, как для последовавшего этапа — заметная деидеологизация. Наиболее значимым явлением культурной жизни Индонезии эпохи Сухарто, оказавшим существенное влияние на дальнейшее развитие национального искусства, стало Движение «Новое изобразительное искусство» (ДНИ, индон. Gerakan Seni Rupa Baru) — объединение художников, графиков и скульпторов — нонконформистов, сочетавших в своём творчестве критическое отображение общественно-политических реалий и некоторые националистические мотивы с нетрадиционными художественными формами и приёмами, иногда — с элементами эпатажа. Несмотря на распад ДНИ как организованного объединения, многие его видные представители, такие, как Джим Супангкат, Семсар Сиахаан, Харди и Харсоно (индон. Harsono), продолжали активную творческую деятельность до 2000-х годов и после.
Для изобразительного искусства 2000-х годов характерно наличие двух основных течений: т. н. «традиционного», придерживающегося принципов реализма, и «модернистского», к которому принято относить представителей абстракционизма, сюрреализма, гротеска и т. п. К числу наиболее известных модернистов относятся Ньоман Масриади и Маде Вианта.

### Архитектура
К наиболее ранним формам архитектурного наследия относятся мегалитические сооружения эпохи неолита — менгиры, уступчатые курганы, дольмены, склепы (наиболее известные образцы имеются на Яве и Южной Суматре). С образованием государств наиболее значительными архитектурными сооружениями становятся индуистские и буддистские храмы чанди, облик которых достаточно заметно отличается от культовых сооружений этих религий в континентальной Азии. Крупнейшими и наиболее сложными с архитектурной точки зрения являются буддийский Боробудур и индуистский Прамбанан, построенные в IX веке на Центральной Яве.
Архитектурные формы жилищ различных народностей Индонезии, сложившиеся к Средним векам и в основном сохраняющиеся в сельской местности до настоящего времени, весьма многообразны. Наиболее характерные образцы по регионам — лёгкие каркасные свайные дома из дерева и бамбука с тростниковой или черепичной крышей (Ява, Мадура), большие общинные дома амбарного типа вытянутой формы (Калимантан), большие общинные дома с высокой седловидной крышей большого выноса (Суматра), лёгкие тростниковые хижины (восточная часть Малых Зондских островов, западная часть Новой Гвинеи).
В период нидерландской колонизации были привнесены европейские архитектурные формы. К числу наиболее крупных объектов, позволявших сохранять и развивать национальные архитектурные стили, относятся дворцовые комплексы местных правителей — кратоны (яв. keraton, kraton). Для периода независимого развития страны характерно ещё более активное повсеместное освоение западных архитектурных форм.

### Музыка
Издревле, начиная с возникновения музыкальной культуры на бытовом уровне, наиболее разнообразные формы она приобретала у народов Явы, активно воспринимавших внешнее, прежде всего индийское культурное влияние, от которых в свою очередь распространялась на другие части архипелага. Основными звукорядами традиционной индонезийской музыки являются пятиступенный сле́ндро (яв. selendero) и семиступенный пело́г (яв. pelog). В целом характерны развитая гетерофония и полифония, превалирование инструментальной мелодической составляющей над вокальной. Наиболее ярко национальная музыкальная традиция выражена в жанре существующего с раннего средневековья гамелана — народного инструментального оркестра, главную роль в котором играют самобытные ударные музыкальные инструменты. С XVI века развивается песенно-музыкальный жанр керончонг (яв. keroncong), в котором вокальные произведения исполняются под аккомпанемент инструмента, сходного с гитарой. В этот же период распространение получил жанр дангдута, сочетающий в себе элементы малайской, арабской и хиндустанской музыки.
В период нидерландской колонизации при сохранении на широком народном уровне собственных музыкальных традиций на элитарном уровне индонезийцами было освоено европейское музыкальное искусство. Европейские музыкальные нормы в сочетании с некоторыми элементами традиционных характерны в целом для развития музыкальной культуры в период независимого развития — это свойственно как произведениям классической, так и популярной музыки. Национальная консерватория открыта в 1960 году, национальный симфонический оркестр создан в 1968 году.

### Театр и кинематограф
Ранние формы сценического искусства восходят к театрализованным действам народных праздников и культовых церемоний. Как минимум с IX века существует театральный жанр ваянг-топенг — исполнение танцев и пантомимы в масках характерных персонажей. К XI веку относятся первые упоминания о ваянг-голек и ваянг-кулит — соответственно, театре объёмных марионеток и театре плоских кожаных марионеток, их тени проецируются на тканевый экран, остающиеся с того времени наиболее популярными формами национального театрального искусства. Во всех видах ваянга драматургической основой традиционных представлений служат эпизоды местных переложений индийского эпоса «Махабхарата» со строго ограниченным набором персонажей. Представления, как правило, сопровождаются игрой гамелана.
Под нидерландским влиянием с конца XIX века постепенно распространились европейские жанры сценического искусства, а также смешанные формы, сочетающие европейские и традиционные приёмы, в частности, кетопрак и лудрук. В период государственной независимости происходит развитие всех — традиционных, европейских и смешанных жанров. Крупнейшие театры страны созданы в Джакарте, Джокьякарте, Сурабае.
Первые кинофильмы были сняты в Индонезии в 1920-х годах нидерландскими режиссёрами. Становление национального кинематографа относится к 1930-м годам (первый местный режиссёр — Анджар Асмара), целостной национальной кинематографической школы, как игровой, так и документальной) — к 1950-м. Для кинематографа 1950-х — первой половины 1960-х годов характерно обращение к антиимпериалистической тематике и острым социальным проблемам. В 1980-е — 1990-е годы в силу широкого проникновения на индонезийский кинорынок зарубежной продукции местная киноиндустрия вступила в период спада, который был преодолён только к началу XXI века. Для 2000-х годов характерно резкое повышение как количественных, так и качественных показателей индонезийского кинематографа: объём кинопродукции ежегодно удваивался, ряд фильмов номинировался на премии международных кинофестивалей.

### Декоративно-прикладное искусство
Декоративно-прикладное искусство в полной мере отражает этнокультурное многообразие страны — для различных регионов в этом плане характерны весьма специфические особенности. К наиболее распространённым традиционным художественным ремёслам, получившим международную известность, относятся производство расписного батика — как горячего, так и холодного (Ява, Мадура, Бали, некоторые районы Суматры), изготовление ритуальных кинжалов — крисов (Ява, Бали) и куджангов (Западная Ява), объёмных и плоских кукол для театра ваянг (см. раздел «Театр и кинематограф»), других видов художественной обработки кожи (Ява, Бали, Мадура, Суматра). Практически повсеместно распространены резьба по дереву, производство декоративных плетёных изделий, во многих регионах (в особенности на Суматре, Сулавеси и Молукках) — художественное ткачество. На Яве традиционным промыслом является бронзовое, на Калимантане — оловянное и серебряное литьё, а также чеканка. Производство декоративных гончарных и керамических изделий в наибольшей степени развито на Малых Зондских островах (в особенности на Ломбоке), там же (в особенности на Флоресе) сохраняются богатые традиции изготовления деревянных статуэток.

### Государственные праздники
- 1 января — Новый год по христианскому летоисчислению (индон. Tahun Baru Masehi);
- дата определяется по китайскому календарю — Китайский Новый год (индон. Hari Imlek);
- дата определяется по исламскому календарю — День рождения пророка Мухаммеда (индон. Maulid Nabi Muhammad);
- дата определяется по балийскому календарю[англ.] — Новый год по летоисчислению, принятому в балийской вариации индуизма (индон. Tahun Baru Saka);
- дата определяется по григорианскому календарю — Великая пятница (индон. Wafat Isa Al-Masih);
- дата определяется по буддийскому календарю — День рождения Будды (индон. Waisak);
- дата определяется по григорианскому календарю — Вознесение Господне (индон. Kenaikan Isa Al-Masih);
- дата определяется по исламскому календарю — Мирадж (индон. Lailat Al Miraj);
- 17 августа — День независимости (индон. Hari Proklamasi Kemerdekaan);
- дата определяется по исламскому календарю — Ураза-байрам (индон. Idul Fitri);
- дата определяется по исламскому календарю — Курбан-байрам (индон. Idul Adha);
- дата определяется по исламскому календарю — Мусульманский Новый год (индон. Tahun Baru Hijriyah);
- 25 декабря — Рождество (индон. Natal)[286][287]

### Кухня
С учётом этнокультурного разнообразия страны её национальная кухня фактически представляет собой сочетание кухонь различных регионов, имеющих свои существенные особенности. При этом некоторые блюда, изначально специфичные для определённой местности, приобрели общенациональную популярность. Кулинарные традиции народов Индонезии сформировались при активном влиянии соответствующих традиций соседних азиатских народов: наиболее заметным в этом плане является влияние китайской кухни.
Основным углеводным продуктом питания практически повсеместно является рис, в ряде регионов существенное место в рационе занимают кукуруза, кассава, батат. Традиционно пищей большинства индонезийцев является варёный или жареный рис с теми или иными добавками — в этом качестве, как правило, фигурируют курятина, мясо, морепродукты, темпе, свежие или мочёные овощи, которые либо готовятся вместе с рисом, либо подаются как гарнир (в этом случае добавки называются лаук-паук — индон. lauk-pauk). Наиболее распространённым из подобных блюд является наси-горенг — подобие плова с наполнением практически из любых продуктов. Важнейшим церемониальным блюдом во многих регионах является тумпенг — сформованная из риса пирамидка, окружённая различными гарнирами.
Широко распространена лапша из пшеничной или рисовой муки, подаваемая как суп либо в жареном виде с различными наполнителями, например, ми-горенг (индон. mie goreng, буквально — «жареная лапша»). Заимствованный из европейской кухни хлеб не получил существенного распространения. Значительно большей популярностью пользуются различные виды мучных изделий с начинкой, многие из которых также заимствованы из кухонь других стран, например мартабак.
Мясо и белковые продукты в целом, в силу их традиционной дороговизны для большей части населения, присутствуют на столе, как правило, в небольшом объёме. Наибольшее распространение получили курятина, баранина, козлятина и, в прибрежных районах, рыба и морепродукты. Говядина употребляется достаточно редко, свинина активно употребляется в китайской общине и среди немусульманских народов Индонезии. Популярностью пользуются мясные, рыбные либо куриные фрикадельки — баксо, миниатюрные шашлычки — сате, изготовляемые чаще всего из курицы, козлятины или баранины, а также отак-отак — биточки из рыбного фарша, запечённые в банановых или пальмовых листьях. На Яве, Сулавеси и в некоторых других регионах получили широкое распространение супы — как правило, из курятины и субпродуктов. Повсеместно изготовляется и потребляется крупук — чипсы из крахмала, злаковой, креветочной, рыбной или иной муки. В достаточно больших количествах употребляются различные овощи — с учётом региональной сельскохозяйственной специфики. На Яве большой популярностью пользуется гадо-гадо — смесь из различных овощей, залитая арахисовым соусом. Распространённым лакомством являются тропические фрукты.
В еде повсеместно используются специи и пряности — прежде всего различные виды перца — а также соевый и арахисовый соусы. Большой популярностью пользуются как чай, который пьётся и горячим, и холодным, так и кофе. Алкоголь распространён незначительно — прежде всего с учётом принадлежности большинства индонезийцев к мусульманской конфессии. Тем не менее, в ряде регионов изготовляются традиционные местные спиртные напитки, особой популярностью среди которых пользуются различные виды туака.

## СМИ

### Печатные СМИ
Первые периодические издания на местных языках (малайском, яванском) появились в Индонезии в колониальный период в начале XX века, однако широкое развитие печатные средства массовой информации получили только после обретения страной независимости. При этом, если для 1950-х — первой половины 1960-х годов была характерна относительная свобода печати, то для периода президентства Сухарто — жёсткая политическая цензура и высокая степень контроля со стороны властей. Радикальные подвижки в плане обеспечения свободы печати произошли в ходе демократических реформ конца 1990-х — 2000-х годов. В этот период произошёл существенный рост количества периодических изданий, достаточно чётко обозначилась принадлежность тех или иных газет и журналов к различным политическим и общественным течениям.
По состоянию на конец 2000-х годов в Индонезии издаётся более 170 ежедневных газет — как центральных, так и местных — общим тиражом около 4,8 млн экземпляров, а также более 425 неежедневных газет и журналов общим тиражом около 7,8 млн экземпляров. Ведущие национальные газеты — «Компас», «Медиа Индонесиа», «Република», «Джакарта Пост».

### Электронные СМИ
Первая радиовещательная организация была создана голландской колониальной администрацией в 1934 году. Становление национальной системы радиовещания началось сразу после провозглашения государственной независимости. На 2009 год в стране действовало более 700 радиостанций. Государственными являются 6 общенациональных и около 50 региональных станций. На 1000 жителей приходилось порядка 140 радиоприёмников.
Индонезийское национальное телевидение существует с 1962 года, когда начал вещание первый государственный телеканал Индонезии — TVRI. Цветное телевещание начато в 1979 году.
На 2008 год в стране существовали 2 государственных и 10 частных общенациональных каналов. Кроме того, вещание вели более 100 региональных телестанций. На 1000 человек населения приходилось около 60 телевизоров. С конца XX века развивается спутниковое и кабельное телевидение, однако доступ к нему имеет незначительная доля жителей — соответственно, 1,7 % и менее 0,1 %.

## Спорт
Распространение среди индонезийцев европейских видов спорта началось в период нидерландской колонизации — преимущественно на элитарном уровне. Власти независимой Индонезии, как правило, придавали большое значение развитию и популяризации спорта, реализуя соответствующие государственные программы через структуры Министерства по делам молодёжи и спорта и Индонезийского национального комитета по спорту.
К XXI веку в стране в той или иной степени получили распространение практически все летние виды спорта — как мужские, так и женские дисциплины. На региональном уровне индонезийские спортсмены принадлежат к числу лидеров: по итогам Игр Юго-Восточной Азии 2021 года, прошедших во Вьетнаме, они заняли третье место в командном зачёте с 241 медалью после Вьетнама и Таиланда. Вместе с тем, в более широком международном масштабе их достижения намного более скромны: по состоянию на 2021 год индонезийцы лишь один раз сумели выиграть более одной золотой медали на летних Олимпийских играх. Традиционно наиболее успешными являются индонезийские бадминтонисты, в особенности мужчины. Мужская национальная команда по бадминтону — 14-кратный обладатель Кубка Томаса, женская — двукратный обладатель Кубка Убер. Именно бадминтонисты принесли Индонезии все 8 золотых олимпийских медалей в истории страны. Также достаточно успешно на Олимпийских играх в XXI веке выступают индонезийские тяжелоатлеты (как мужчины, так и женщины), особенно в лёгких весовых категориях. Эко Юли Ираван является одним из лидеров по количеству олимпийских наград среди тяжелоатлетов всех стран: он выигрывал медали на 4 подряд Играх (2008—2020).
К числу наиболее популярных среди населения дисциплин относятся футбол, бадминтон, единоборства, мотоспорт, шахматы. Из традиционных национальных видов в наибольшей степени распространены и пользуются зрительским вниманием борьба силат и сепактакрау, разнообразные настольные игры, в том числе маджонг, манкала, а также состязания по запуску воздушных змеев и игре в волчок — гасинг, имеющей многочисленные региональные вариации.
Крупнейшие стадионы — джакартский «Гелора Бунг Карно» (многофункциональный, на 100 тысяч зрителей), самариндский «Паларан» (футбольный, на 60 тысяч зрителей), палембангский «Джакабаринг» (футбольный, на 55 тысяч зрителей), сурабайский «Бунг Томо» (футбольный, на 50 тысяч зрителей).